# Италия на летних Олимпийских играх 2016
Италия на летних Олимпийских играх 2016 года была представлена 314 спортсменами в 21 виде спорта. Знаменосцем сборной Италии на церемонии открытия Игр стала олимпийская чемпионка 2008 года и многократная чемпионка мира пловчиха Федерика Пеллегрини, а на церемонии закрытия — волейболист Даниэле Лупо, ставший в паре с Паоло Николаи серебряным призёром в пляжном волейболе. По итогам соревнований на счету итальянских спортсменов было 8 золотых, 12 серебряных и 8 бронзовых медалей, что позволило сборной Италии занять 9-е место в неофициальном медальном зачёте.

## Медали
| Золото  | |                                                           |            |
| №       | Спортсмены | Вид спорта (дисциплина)                                   | Дата       |
| 1       | Фабио Базиле | Дзюдо (до 66 кг, мужчины)                                 | 7 августа  |
| 2       | Даниэле Гароццо | Фехтование (индивидуальная рапира, мужчины)               | 7 августа  |
| 3       | Никколо Камприани | Стрельба (пневматическая винтовка, 10 метров, мужчины)    | 8 августа  |
| 4       | Диана Бакози | Стрельба (скит, женщины)                                  | 12 августа |
| 5       | Габриэле Россетти | Стрельба (скит, мужчины)                                  | 13 августа |
| 6       | Грегорио Пальтриньери | Плавание (1500 метров вольным стилем, мужчины)            | 13 августа |
| 7       | Никколо Камприани | Стрельба (винтовка из трёх положений, 50 метров, мужчины) | 14 августа |
| 8       | Элиа Вивиани | Велоспорт (омниум, мужчины)                               | 15 августа |
| Серебро | |                                                           |            |
| №       | Спортсмены | Вид спорта (дисциплина)                                   | Дата       |
| 1       | Росселла Фьяминго | Фехтование (индивидуальная шпага, женщины)                | 6 августа  |
| 2       | Одетте Джуффрида | Дзюдо (до 52 кг, женщины)                                 | 7 августа  |
| 3       | Таня Каньотто Франческа Даллапе | Прыжки в воду (синхронный трамплин, 3 метра, женщины)     | 7 августа  |
| 4       | Джованни Пелльело | Стрельба (трап, мужчины)                                  | 8 августа  |
| 5       | Марко Инноченти | Стрельба (дубль-трап, мужчины)                            | 10 августа |
| 6       | Элиза Ди Франчиска | Фехтование (индивидуальная рапира, женщины)               | 10 августа |
| 7       | Кьяра Кайнеро | Стрельба (скит, женщины)                                  | 12 августа |
| 8       | Энрико Гароццо Паоло Пиццо Андреа Сантарелли Марко Фикера | Фехтование (командная шпага, мужчины)                     | 14 августа |
| 9       | Ракеле Бруни | Плавание (открытая вода, 10 километров, женщины)          | 15 августа |
| 10      | Даниэле Лупо Паоло Николаи | Пляжный волейбол (мужчины)                                | 18 августа |
| 11      | Женская сборная по водному поло Розария Аелло Роберта Бьянкони Арианна Гариботти Джулия Горлеро Таня Ди Марио Элиза Квейроло Александра Котти Франческа Помери Федерика Радикки Кьяра Табани Лаура Теани Тереза Фрассинетти Джулия Эммоло                 | Водное поло (женщины)                                     | 19 августа |
| 12      | Мужская сборная по волейболу Олег Антонов Эмануэле Бирарелли Симоне Бути Лука Веттори Симоне Джаннелли Иван Зайцев Массимо Колачи Филиппо Ланца Маттео Пьяно Сальваторе Россини Даниэле Соттиле Османи Хуанторена                                         | Волейбол (мужчины)                                        | 21 августа |
| Бронза  | |                                                           |            |
| №       | Спортсмены | Вид спорта (дисциплина)                                   | Дата       |
| 1       | Габриэле Детти | Плавание (400 метров вольным стилем, мужчины)             | 6 августа  |
| 2       | Элиза Лонго Боргини | Велоспорт (групповая шоссейная гонка, женщины)            | 7 августа  |
| 3       | Джованни Абаньяле Марко ди Костанцо | Академическая гребля (двойки, мужчины)                    | 11 августа |
| 4       | Доминико Монтроне Маттео Кастальдо Маттео Лодо Джузеппе Вичино | Академическая гребля (четвёрки, мужчины)                  | 12 августа |
| 5       | Габриэле Детти | Плавание (1500 метров вольным стилем, мужчины)            | 13 августа |
| 6       | Таня Каньотто | Прыжки в воду (трамплин, 3 метра, женщины)                | 14 августа |
| 7       | Мужская сборная по водному поло Маттео Айкарди Микаэль Бодега Алессандро Велотто Валентино Галло Марко Дель Лунго Николо Джитто Франческо Ди Фульвио Алессандро Нора Кристиан Пресчутти Николас Пресчутти Стефано Темпести Пьетро Фильоли Андреа Фонделли | Водное поло (мужчины)                                     | 20 августа |
| 8       | Франк Чамисо | Борьба (вольная, до 65 кг, мужчины)                       | 21 августа |

## Состав сборной
Академическая гребля
1. Джованни Абаньяле
2. Лука Агаменнони
3. Романо Баттисти
4. Симоне Веньер
5. Джузеппе Вичино
6. Мартино Горетти
7. Энрико Д’Аньелло
8. Марко Ди Костанцо
9. Фабио Инфимо
10. Винченцо Капелли
11. Маттео Кастальдо
12. Ливио Ла Падула
13. Маттео Лодо
14. Эмануэеле Льюцци
15. Марчелло Миани
16. Андреа Мичелетти
17. Доминико Монтроне
18. Стефано Оппо
19. Марио Паонесса
20. Пьетро Рута
21. Маттео Стефанини
22. Франческо Фосси
23. Пьерпаоло Фраттини
24. Сара Бертолази
25. Лаури Милани
26. Алессандра Пателли
27. Валентина Родини

 Бадминтон
1. Жанин Чиконьини

 Бокс
1. Гвидо Вианелло
2. Мануэль Каппаи
3. Винченцо Манджакапре
4. Валентино Манфредониа
5. Клементе Руссо
6. Кармине Томмазоне
7. Ирма Теста

 Борьба
Вольная борьба
1. Франк Чамисо

Греко-римская борьба
1. Дайгоро Тимончини

Велоспорт
 Шоссейный велоспорт
1. Фабио Ару
2. Алессандро Де Марки
3. Дамиано Карузо
4. Винченцо Нибали
5. Диего Роза
6. Элиза Лонго Боргини
7. Джорджия Бронцини
8. Татьяна Гудерцо[a]
9. Елена Чеккини

 Трековый велоспорт
1. Лиам Бертаццо
2. Элиа Вивиани
3. Филиппо Ганна
4. Симоне Консонни
5. Франческо Ламон
6. Микеле Скартеццини
7. Беатриче Бартеллони
8. Сильвия Вальсекки
9. Татьяна Гудерцо[a]
10. Франческа Паттаро
11. Симона Фраппорти

 Маунтинбайк
1. Лука Брайдот
2. Андреа Тибери
3. Марко Аурелио Фонтана
4. Эва Лехнер

 Водное поло
1. Маттео Айкарди
2. Микаэль Бодега
3. Алессандро Велотто
4. Валентино Галло
5. Марко Дель Лунго
6. Николо Джитто
7. Франческо Ди Фульвио
8. Алессандро Нора
9. Кристиан Пресчутти
10. Николас Пресчутти
11. Стефано Темпести
12. Пьетро Фильоли
13. Андреа Фонделли
14. Розария Аелло
15. Роберта Бьянкони
16. Арианна Гариботти
17. Джулия Горлеро
18. Таня Ди Марио
19. Элиза Квейроло
20. Александра Котти
21. Франческа Помери
22. Федерика Радикки
23. Кьяра Табани
24. Лаура Теани
25. Тереза Фрассинетти
26. Джулия Эммоло

 Волейбол
1. Олег Антонов
2. Эмануэле Бирарелли
3. Симоне Бути
4. Лука Веттори
5. Симоне Джаннелли
6. Иван Зайцев
7. Массимо Колачи
8. Филиппо Ланца
9. Маттео Пьяно
10. Сальваторе Россини
11. Даниэле Соттиле
12. Османи Хуанторена
13. Мартина Гуиджи
14. Анна Данези
15. Моника Де Дженнаро
16. Антонелла Дель Коре
17. Алессия Дженнари
18. Кристина Кирикелла
19. Элеонора Ло Бьянко
20. Алессия Орро
21. Серена Ортолани
22. Мириам Силла
23. Надя Чентони
24. Паола Эгону

 Гольф
1. Нино Бертазио
2. Маттео Манассеро
3. Джулия Молинаро
4. Джулия Сергас

Гребля на байдарках и каноэ
 Гребля на гладкой воде
1. Джулио Дрессино
2. Марио Кренна
3. Альберто Риккетти
4. Никола Рипамонти
5. Манфреди Рицца
6. Карло Таччини

 Гребной слалом
1. Джованни Де Дженнаро
2. Стефани Хорн

 Дзюдо
1. Фабио Базиле
2. Элиос Манци
3. Маттео Маркончини
4. Эдвиг Гвенд
5. Одетте Джуффрида
6. Валентина Москатт

 Конный спорт
1. Стефано Бреччароли
2. Эмануэле Гаудиано
3. Лука Роман
4. Пьетро Роман
5. Арианна Скиво
6. Валентина Труппа

 Лёгкая атлетика
1. Абдулла Бамусса
2. Джордано Бенедетти
3. Маттео Гальван
4. Марко Де Лука
5. Эсеоса Десалу
6. Маттео Джуппони
7. Фабрицио Донато
8. Теодорико Капоразо
9. Сильвано Кезани
10. Стефано Ла Роза
11. Марко Лингуа
12. Давиде Маненти
13. Даниэле Меуччи
14. Руджеро Пертиле
15. Юри Флориани
16. Катерина Бертоне
17. Либания Гренот
18. Дарья Деркач
19. Элеонора Джорджи
20. Вероника Инглезе
21. Анна Инчерти
22. Марция Каравелли
23. Соня Малавизи
24. Маргерита Маньяни
25. Антонелла Пальмизано
26. Ядислейди Педросо
27. Элиза Ригаудо
28. Дезире Россит
29. Юснейси Сантиусти
30. Мария Энрика Спакка
31. Валерия Странео
32. Алессия Трост
33. Айомиде Фолорунсо
34. Глория Хупер
35. Мария Бенедикта Чигболу

 Парусный спорт
1. Витторио Биссаро
2. Пьетро Дзуччетти
3. Маттео Камбони
4. Франческо Марраи
5. Джорджио Поджи
6. Руджеро Тита
7. Элена Берта
8. Сильвия Дзеннаро
9. Алиса Зинно
10. Франческа Клапчич
11. Джулия Конти
12. Сильвия Сикури
13. Флавия Тартальини

 Плавание
1. Марко Белотти
2. Федерико Бокка
3. Федерико Ванелли
4. Митчелл Д’Арриго
5. Габриэле Детти
6. Алекс Ди Джорджио
7. Лука Дотто
8. Пьеро Кодиа
9. Лука Леонарди
10. Филиппо Маньини
11. Лука Марин
12. Марко Орси
13. Грегорио Пальтриньери
14. Лука Пиццини
15. Маттео Ривольта
16. Симоне Руффини
17. Симоне Саббьони
18. Микеле Сантуччи
19. Андреа Тониато
20. Федерико Туррини
21. Ракеле Бруни
22. Илария Бьянки
23. Мартина Де Мемме
24. Сильвия Ди Пьетро
25. Карлотта Зофкова
26. Дилетта Карли
27. Мартина Карраро
28. Арианна Кастильони
29. Кьяра Мазини Луччетти
30. Алис Миццау
31. Маргерита Пандзьери
32. Федерика Пеллегрини
33. Аглая Пеццато
34. Стефания Пироцци
35. Алессия Польери
36. Луиза Тромбетти
37. Эрика Ферраиоли
38. Сара Франчески

 Пляжный волейбол
1. Адриан Карамбула
2. Даниэле Лупо
3. Паоло Николаи
4. Алекс Раньери
5. Марта Менегатти
6. Ребекка Перри

 Прыжки в воду
1. Микеле Бенедетти
2. Майкол Верцотто
3. Андреа Кьярабини
4. Джованни Точчи
5. Ноэми Батки
6. Франческа Даллапе
7. Таня Каньотто
8. Мария Маркони

 Синхронное плавание
1. Элиза Боццо
2. Франческа Деидда
3. Беатриче Каллегари
4. Камилла Каттанео
5. Марианджела Перрупато
6. Сара Сгарци
7. Констанца Ферро
8. Манила Фламини
9. Линда Черрути

 Современное пятиборье
1. Риккардо Де Лука
2. Пьерпаоло Петрони
3. Алисе Сотеро
4. Клаудия Чезарини

 Спортивная гимнастика
1. Людовико Эдалли
2. Элиза Менегини
3. Мартина Риццелли
4. Эрика Фазана
5. Карлота Ферлито
6. Ванесса Феррари

 Стрельба
1. Антонинно Барилья
2. Марко Де Николо
3. Джузеппе Джордано
4. Марко Инносенти
5. Никколо Камприани
6. Луиджи Лодде
7. Рикардо Мадзетти
8. Джованни Пелльело
9. Габриэле Россетти
10. Массимо Фаббрици
11. Диана Бакози
12. Кьяра Кайнеро
13. Джессика Росси
14. Петра Цублазинг

 Стрельба из лука
1. Марко Гальяццо
2. Мауро Несполи
3. Давид Паскуалуччи
4. Лучилла Боари
5. Клаудия Мандия
6. Гвендалина Сартори

 Теннис
1. Паоло Лоренци
2. Андреас Сеппи
3. Фабио Фоньини
4. Роберта Винчи
5. Карин Кнапп
6. Сара Эррани

 Триатлон
1. Квота 1
2. Квота 2
3. Квота 3
4. Квота 4

 Тяжёлая атлетика
1. Мирко Скарантино
2. Джорджия Бординьон

 Фехтование
1. Джорджо Авола
2. Даниэле Гароццо
3. Энрико Гароццо
4. Андреа Кассара
5. Альдо Монтано
6. Диего Оккьюцци
7. Паоло Пиццо
8. Марко Фикера
9. Ирене Векки
10. Росселла Грегорио
11. Лоретта Гулотта
12. Элиза Ди Франчиска
13. Арианна Эрриго
14. Росселла Фьяминго

 Художественная гимнастика
1. Вероника Бертолини
2. Квота 2
3. Квота 3
4. Квота 4
5. Квота 5
6. Квота 6

a  Татьяна Гудерцо выступала и в шоссейных, и в трековых велогонках

## Результаты соревнований

### Академическая гребля
В следующий раунд из каждого заезда проходят несколько лучших экипажей (в зависимости от дисциплины). В отборочный заезд попадают спортсмены, выбывшие в предварительном раунде. В финал A выходят 6 сильнейших экипажей, остальные разыгрывают места в утешительных финалах B-F.
Мужчины
| Соревнование              | Спортсмены | Предварительный заезд | Предварительный заезд | Предварительный заезд | Отборочный заезд | Отборочный заезд | Отборочный заезд | Четвертьфинал | Четвертьфинал | Четвертьфинал | Полуфинал     | Полуфинал     | Полуфинал     | Финал   | Финал   | Итоговое место |
| Соревнование              | Спортсмены | Заезд                 | Время                 | Место                 | Заезд            | Время            | Место            | Заезд         | Время         | Место         | Заезд         | Время         | Место         | Время   | Место   | Итоговое место |
| ------------------------- | --- | --------------------- | --------------------- | --------------------- | ---------------- | ---------------- | ---------------- | ------------- | ------------- | ------------- | ------------- | ------------- | ------------- | ------- | ------- | -------------- |
| двойки                    | Джованни Абаньяле Марко Ди Констанцо | 3                     | 6:46,04               | 2 Q                   | не участвовали   | не участвовали   | не участвовали   | не проводится | не проводится | не проводится | 1             | 6:24,96       | 1 Q           | Финал A | Финал A | 3              |
| двойки                    | Джованни Абаньяле Марко Ди Констанцо | 3                     | 6:46,04               | 2 Q                   | не участвовали   | не участвовали   | не участвовали   | не проводится | не проводится | не проводится | 1             | 6:24,96       | 1 Q           | 7:04,52 | 3       | 3              |
| двойки парные             | Франческо Фосси Романо Баттисти | 1                     | 6:42,33               | 3 Q                   | не участвовали   | не участвовали   | не участвовали   | не проводится | не проводится | не проводится | 2             | 6:15,24       | 2 QA          | Финал A | Финал A | 4              |
| двойки парные             | Франческо Фосси Романо Баттисти | 1                     | 6:42,33               | 3 Q                   | не участвовали   | не участвовали   | не участвовали   | не проводится | не проводится | не проводится | 2             | 6:15,24       | 2 QA          | 6:57,10 | 4       | 4              |
| двойки парные, лёгкий вес | Андреа Мичелетти Марчелло Миани | 1                     | 6:24,10               | 2 Q                   | не участвовали   | не участвовали   | не участвовали   | не проводится | не проводится | не проводится | Полуфинал A/B | Полуфинал A/B | Полуфинал A/B | Финал   | Финал   |                |
| двойки парные, лёгкий вес | Андреа Мичелетти Марчелло Миани | 1                     | 6:24,10               | 2 Q                   | не участвовали   | не участвовали   | не участвовали   | не проводится | не проводится | не проводится |               |               |               |         |         |                |
| четвёрки                  | Доминико Монтроне Маттео Кастальдо Маттео Лодо Джузеппе Вичино                                                                                             | 2                     | 5:56,01               | 1 Q                   | не участвовали   | не участвовали   | не участвовали   | не проводится | не проводится | не проводится |               |               |               | Финал   | Финал   |                |
| четвёрки                  | Доминико Монтроне Маттео Кастальдо Маттео Лодо Джузеппе Вичино                                                                                             | 2                     | 5:56,01               | 1 Q                   | не участвовали   | не участвовали   | не участвовали   | не проводится | не проводится | не проводится |               |               |               |         |         |                |
| четвёрки, лёгкий вес      | Стефано Оппо Мартино Горетти Ливио Ла Падула Пьетро Рута                                                                                                   | 1                     | 6:03,26               | 1 Q                   | не участвовали   | не участвовали   | не участвовали   | не проводится | не проводится | не проводится | 1             | 6:06,56       | 1 QA          | Финал A | Финал A |                |
| четвёрки, лёгкий вес      | Стефано Оппо Мартино Горетти Ливио Ла Падула Пьетро Рута                                                                                                   | 1                     | 6:03,26               | 1 Q                   | не участвовали   | не участвовали   | не участвовали   | не проводится | не проводится | не проводится | 1             | 6:06,56       | 1 QA          |         |         |                |
| восьмёрки                 | Эмануэеле Льюцци Фабио Инфимо Марио Паонесса Пьерпаоло Фраттини Маттео Стефанини Симоне Веньер Лука Агаменнони Винченцо Капелли Энрико Д’Аньелло (рулевой) | 1                     | 5:52,83               | 4                     |                  |                  |                  | не проводится | не проводится | не проводится | не проводится | не проводится | не проводится | Финал   | Финал   |                |
| восьмёрки                 | Эмануэеле Льюцци Фабио Инфимо Марио Паонесса Пьерпаоло Фраттини Маттео Стефанини Симоне Веньер Лука Агаменнони Винченцо Капелли Энрико Д’Аньелло (рулевой) | 1                     | 5:52,83               | 4                     |                  |                  |                  | не проводится | не проводится | не проводится | не проводится | не проводится | не проводится |         |         |                |

Женщины
| Соревнование              | Спортсмены                        | Предварительный заезд | Предварительный заезд | Предварительный заезд | Отборочный заезд | Отборочный заезд | Отборочный заезд | Четвертьфинал | Четвертьфинал | Четвертьфинал | Полуфинал     | Полуфинал     | Полуфинал     | Финал | Финал | Итоговое место |
| Соревнование              | Спортсмены                        | Заезд                 | Время                 | Место                 | Заезд            | Время            | Место            | Заезд         | Время         | Место         | Заезд         | Время         | Место         | Время | Место | Итоговое место |
| ------------------------- | --------------------------------- | --------------------- | --------------------- | --------------------- | ---------------- | ---------------- | ---------------- | ------------- | ------------- | ------------- | ------------- | ------------- | ------------- | ----- | ----- | -------------- |
| двойки                    | Алессандра Пателли Сара Бертолази | 3                     | 7:13,06               | 4                     | 1                | 7:58,89          | 2 Q              | не проводится | не проводится | не проводится |               |               |               | Финал | Финал |                |
| двойки                    | Алессандра Пателли Сара Бертолази | 3                     | 7:13,06               | 4                     | 1                | 7:58,89          | 2 Q              | не проводится | не проводится | не проводится |               |               |               |       |       |                |
| двойки парные, лёгкий вес | Лаури Милани Валентина Родини     | 1                     | 7:09,12               | 4                     | 2                | 8:03,03          | 3                | не проводится | не проводится | не проводится | Полуфинал C/D | Полуфинал C/D | Полуфинал C/D | Финал | Финал |                |
| двойки парные, лёгкий вес | Лаури Милани Валентина Родини     | 1                     | 7:09,12               | 4                     | 2                | 8:03,03          | 3                | не проводится | не проводится | не проводится |               |               |               |       |       |                |

### Бадминтон
Одиночный разряд
| Соревнование | Спортсмены      | Групповой этап | Групповой этап | Групповой этап | 1/8 финала | 1/4 финала | 1/2 финала | Финал | Итоговое место |
| Соревнование | Спортсмены      | 1 матч         | 2 матч         | Место          | 1/8 финала | 1/4 финала | 1/2 финала | Финал | Итоговое место |
| ------------ | --------------- | -------------- | -------------- | -------------- | ---------- | ---------- | ---------- | ----- | -------------- |
| женщины      | Жанин Чиконьини | Группа         | Группа         | Группа         |            |            |            |       |                |
| женщины      | Жанин Чиконьини |                |                |                |            |            |            |       |                |

### Бокс
Квоты, завоёванные спортсменами являются именными. Если от одной страны путёвки на Игры завоюют два и более спортсмена, то право выбора боксёра предоставляется национальному Олимпийскому комитету. Соревнования по боксу проходят по системе плей-офф. Для победы в олимпийском турнире боксёру необходимо одержать либо четыре, либо пять побед в зависимости от жеребьёвки соревнований. Оба спортсмена, проигравшие в полуфинальных поединках, становятся обладателями бронзовых наград.
Мужчины
| Категория   | Спортсмены            | Первый раунд           | Второй раунд             | Четвертьфинал           | Полуфинал            | Финал                | Место                |
| Категория   | Спортсмены            | Соперник Результат     | Соперник Результат       | Соперник Результат      | Соперник Результат   | Соперник Результат   | Место                |
| ----------- | --------------------- | ---------------------- | ------------------------ | ----------------------- | -------------------- | -------------------- | -------------------- |
| до 49 кг    | Мануэль Каппаи        | USAН. Эрнандес П 0:3   | завершил выступление     | завершил выступление    | завершил выступление | завершил выступление | завершил выступление |
| до 60 кг    | Кармине Томмазоне     | MEXЛ. Дельгадо В 3:0   | CUBЛ. Альварес (1) П 0:3 | завершил выступление    | завершил выступление | завершил выступление | завершил выступление |
| до 69 кг    | Винченцо Манджакапре  | MEXХ. Ромеро В 2:1     | VENГ. Маэстре (7)        |                         |                      |                      |                      |
| до 81 кг    | Валентино Манфредония | BLRМ. Долголевец П 1:2 | завершил выступление     | завершил выступление    | завершил выступление | завершил выступление | завершил выступление |
| до 91 кг    | Клементе Руссо (8)    | не участвовал          | TUNХ. Шактами В 3:0      | RUSЕ. Тищенко (1) П 0:3 | завершил выступление | завершил выступление | завершил выступление |
| свыше 91 кг | Гвидо Вианелло        |                        |                          |                         |                      |                      |                      |

Женщины
| Категория | Спортсмены | Первый раунд       | Четвертьфинал      | Полуфинал          | Финал              | Место |
| Категория | Спортсмены | Соперник Результат | Соперник Результат | Соперник Результат | Соперник Результат | Место |
| --------- | ---------- | ------------------ | ------------------ | ------------------ | ------------------ | ----- |
| до 60 кг  | Ирма Теста |                    |                    |                    |                    |       |

### Борьба
В соревнованиях по борьбе, как и на предыдущих трёх Играх, будет разыгрываться 18 комплектов наград. По 6 у мужчин в вольной и греко-римской борьбе и 6 у женщин в вольной борьбе. Турнир пройдёт по олимпийской системе с выбыванием. В утешительный раунд попадают участники, проигравшие в своих поединках будущим финалистам соревнований. Каждый поединок состоит из двух раундов по 3 минуты, победителем становится спортсмен, набравший большее количество технических очков. По окончании схватки, в зависимости от результатов спортсменам начисляются классификационные очки.
Мужчины
Вольная борьба
| Соревнование | Спортсмены   | Первый раунд       | 1/8 финала         | Четвертьфинал      | Полуфинал          | Финал              | Место |
| Соревнование | Спортсмены   | Соперник Результат | Соперник Результат | Соперник Результат | Соперник Результат | Соперник Результат | Место |
| ------------ | ------------ | ------------------ | ------------------ | ------------------ | ------------------ | ------------------ | ----- |
| до 65 кг     | Франк Чамисо |                    |                    |                    |                    |                    |       |

Греко-римская борьба
| Категория | Спортсмены        | Первый раунд       | 1/8 финала         | Четвертьфинал      | Полуфинал          | Финал              | Место |
| Категория | Спортсмены        | Соперник Результат | Соперник Результат | Соперник Результат | Соперник Результат | Соперник Результат | Место |
| --------- | ----------------- | ------------------ | ------------------ | ------------------ | ------------------ | ------------------ | ----- |
| до 98 кг  | Дайгоро Тимончини |                    |                    |                    |                    |                    |       |

### Велоспорт

#### Шоссейный велоспорт
Мужчины
| Соревнование     | Спортсмены          | Время      | Место | Отставание |
| ---------------- | ------------------- | ---------- | ----- | ---------- |
| групповая гонка  | Фабио Ару           | 6:10:27    | 6     | +0:22      |
| групповая гонка  | Дамиано Карузо      | 6:22:23    | 40    | +12:18     |
| групповая гонка  | Алессандро Де Марки | 6:30:10    | 63    | +20:05     |
| групповая гонка  | Винченцо Нибали     | DNF        | DNF   | DNF        |
| групповая гонка  | Диего Роза          | DNF        | DNF   | DNF        |
| раздельная гонка | Дамиано Карузо      | 1:19:46,53 | 27    | +7:31,11   |

Женщины
| Соревнование     | Спортсмены          | Время    | Место | Отставание |
| ---------------- | ------------------- | -------- | ----- | ---------- |
| групповая гонка  | Элиза Лонго Боргини | 3:51:27  | 3     | +0,00      |
| групповая гонка  | Татьяна Гудерцо     | 3:53:46  | 14    | +2:19      |
| групповая гонка  | Елена Чеккини       | 3:56:34  | 20    | +5:07      |
| групповая гонка  | Джорджия Бронцини   | 4:01:33  | 42    | +10:06     |
| раздельная гонка | Элиза Лонго Боргини | 44:51,94 | 5     | +25,52     |

#### Трековый велоспорт
Командная гонка преследования
| Соревнование | Спортсмены                                                                               | Квалификация | Квалификация | Полуфинал      | Полуфинал | Финал          | Место |
| Соревнование | Спортсмены                                                                               | Время        | Место        | Соперник Время | Место     | Соперник Время | Место |
| ------------ | ---------------------------------------------------------------------------------------- | ------------ | ------------ | -------------- | --------- | -------------- | ----- |
| мужчины      | Симоне Консонни Филиппо Ганна Лиам Бертаццо Франческо Ламон Микеле Скартеццини           |              |              |                |           |                |       |
| женщины      | Симона Фраппорти Татьяна Гудерцо Франческа Паттаро Сильвия Вальсекки Беатриче Бартеллони |              |              |                |           |                |       |

Омниум
| Соревнование | Спортсмены   | Круг с хода | Круг с хода | Гонка по очкам | Гонка по очкам | Гонка с выбыванием | Гонка преследования | Гонка преследования | Скретч | Гит с места | Гит с места | Сумма очков | Итоговое место |
| Соревнование | Спортсмены   | Время       | Место       | Очки           | Место          | Место              | Время               | Место               | Место  | Время       | Место       | Сумма очков | Итоговое место |
| ------------ | ------------ | ----------- | ----------- | -------------- | -------------- | ------------------ | ------------------- | ------------------- | ------ | ----------- | ----------- | ----------- | -------------- |
| мужчины      | Элиа Вивиани |             |             |                |                |                    |                     |                     |        |             |             |             |                |

#### Маунтинбайк
Мужчины
| Соревнование | Спортсмены            | Время | Место | Отставание |
| ------------ | --------------------- | ----- | ----- | ---------- |
| кросс-кантри | Лука Брайдот          |       |       |            |
| кросс-кантри | Андреа Тибери         |       |       |            |
| кросс-кантри | Марко Аурелио Фонтана |       |       |            |

Женщины
| Соревнование | Спортсмены | Время | Место | Отставание |
| ------------ | ---------- | ----- | ----- | ---------- |
| кросс-кантри | Эва Лехнер |       |       |            |

### Водные виды спорта

#### Водное поло

##### Мужчины
Мужская сборная Италии пробилась на Игры, заняв второе место по итогам мирового квалификационного турнира.
Состав
| Номер                  | Имя     | Дата рождения | Рост, см | Вес, кг | Клуб    | Игры    | Голы    |
| Вратари                | Вратари | Вратари       | Вратари  | Вратари | Вратари | Вратари | Вратари |
| ---------------------- | ------- | ------------- | -------- | ------- | ------- | ------- | ------- |
| 1                      |         |               |          |         |         |         |         |
| 13                     |         |               |          |         |         |         |         |
| Защитники              |         |               |          |         |         |         |         |
|                        |         |               |          |         |         |         |         |
| Подвижные нападающие   |         |               |          |         |         |         |         |
|                        |         |               |          |         |         |         |         |
| Центральные нападающие |         |               |          |         |         |         |         |
|                        |         |               |          |         |         |         |         |

| Имя                 | Гражданство | Дата рождения |
| ------------------- | ----------- | ------------- |
| Алессандро Кампанья | Италия      | 26 июня 1963  |

Результаты
Групповой этап (Группа B)
| Место | Команда    | И | В | Н | П | ГЗ | ГП | +/- | Очки |
| ----- | ---------- | - | - | - | - | -- | -- | --- | ---- |
| 1     | Испания    | 5 | 3 | 1 | 1 | 46 | 35 | +11 | 7    |
| 2     | Хорватия   | 5 | 3 | 0 | 2 | 37 | 37 | 0   | 6    |
| 3     | Италия     | 5 | 3 | 0 | 2 | 40 | 41 | -1  | 6    |
| 4     | Черногория | 5 | 2 | 1 | 2 | 36 | 32 | +4  | 5    |
| 5     | США        | 5 | 1 | 0 | 4 | 35 | 35 | 0   | 4    |
| 6     | Франция    | 5 | 0 | 0 | 5 | 28 | 42 | -14 | 2    |

| 6 августа 2016 11:40 UTC-3 | Протокол | Испания                               | 8:9  | Италия                                | Водный центр имени Марии Ленк Судьи: Войин Путникович Георгиос Ставридис |
| 6 августа 2016 11:40 UTC-3 | Протокол | Счёт по четвертям: 3:2, 2:1, 1:2, 2:4 |      |                                       | Водный центр имени Марии Ленк Судьи: Войин Путникович Георгиос Ставридис |
| 6 августа 2016 11:40 UTC-3 | Протокол | Гильермо Молина — 4                   | Голы | 3 — Петро Фильоли, Кристиан Пресчутти | Водный центр имени Марии Ленк Судьи: Войин Путникович Георгиос Ставридис |

| 8 августа 2016 10:20 UTC-3 | Протокол | Италия                                | 11:8 | Франция                                     | Водный центр имени Марии Ленк Судьи: Радослав Пётр Корыжна Сергей Наумов |
| 8 августа 2016 10:20 UTC-3 | Протокол | Счёт по четвертям: 4:3, 4:1, 1:2, 2:2 |      |                                             | Водный центр имени Марии Ленк Судьи: Радослав Пётр Корыжна Сергей Наумов |
| 8 августа 2016 10:20 UTC-3 | Протокол | Маттео Айкарди — 4                    | Голы | 2 — Игор Ковачевич, Ромен Блари, Тибо Симон | Водный центр имени Марии Ленк Судьи: Радослав Пётр Корыжна Сергей Наумов |

| 10 августа 2016 13:00 UTC-3 | Протокол | Черногория                            | 5:6  | Италия                   | Водный центр имени Марии Ленк Судьи: Петер Мольнар Георгиос Ставридис |
| 10 августа 2016 13:00 UTC-3 | Протокол | Счёт по четвертям: 1:2, 1:1, 0:1, 3:2 |      |                          | Водный центр имени Марии Ленк Судьи: Петер Мольнар Георгиос Ставридис |
| 10 августа 2016 13:00 UTC-3 | Протокол | Дарко Бргульян — 2                    | Голы | 3 — Франческо ди Фульвио | Водный центр имени Марии Ленк Судьи: Петер Мольнар Георгиос Ставридис |

| 12 августа 2016 16:20 | Хорватия                              | 10:7 | Италия | Водный центр имени Марии Ленк |
| 12 августа 2016 16:20 | Счёт по четвертям: 1:1, 4:3, 3:2, 2:1 |      |        | Водный центр имени Марии Ленк |

| 14 августа 2016 21:30 | США                                   | 10:7 | Италия | Олимпийский водный центр |
| 14 августа 2016 21:30 | Счёт по четвертям: 2:4, 3:2, 3:1, 2:0 |      |        | Олимпийский водный центр |

##### Женщины
Женская сборная Италии пробилась на Игры, заняв второе место по итогам мирового квалификационного турнира.
Состав
Результаты
Групповой этап (Группа A)
| Место | Команда   | И | В | Н | П | ГЗ | ГП | +/- | Очки |
| ----- | --------- | - | - | - | - | -- | -- | --- | ---- |
| 1     | Италия    | 3 | 3 | 0 | 0 | 27 | 13 | +12 | 6    |
| 2     | Австралия | 3 | 2 | 0 | 1 | 31 | 15 | +16 | 4    |
| 3     | Россия    | 3 | 1 | 0 | 2 | 23 | 31 | -8  | 2    |
| 4     | Бразилия  | 3 | 0 | 0 | 3 | 13 | 33 | -20 | 0    |

| 9 августа 2016 10:20 UTC-3 | Протокол | Италия                                | 9:3  | Бразилия                                           | Водный центр имени Марии Ленк Судьи: Диана Дулит-Думас Дион Уиллис |
| 9 августа 2016 10:20 UTC-3 | Протокол | Счёт по четвертям: 1:1, 2:0, 3:0, 3:2 |      |                                                    | Водный центр имени Марии Ленк Судьи: Диана Дулит-Думас Дион Уиллис |
| 9 августа 2016 10:20 UTC-3 | Протокол | Роберта Бьянкони — 3                  | Голы | 1 — Диана Абла, Изабелла Кьяппини, Аманда Оливейра | Водный центр имени Марии Ленк Судьи: Диана Дулит-Думас Дион Уиллис |

| 11 августа 2016 16:20 | Италия                                | 8:7 | ' | Водный центр имени Марии Ленк |
| 11 августа 2016 16:20 | Счёт по четвертям: 4:2, 0:1, 2:3, 2:1 |     |   | Водный центр имени Марии Ленк |

| 13 августа 2016 16:20 | Италия                                | 10:5 | ' | Водный центр имени Марии Ленк |
| 13 августа 2016 16:20 | Счёт по четвертям: 3:2, 2:1, 3:1, 2:1 |      |   | Водный центр имени Марии Ленк |

1/4 финала
| 15 августа 2016 21:30 | Италия                                | 12:7 | ' | Водный центр имени Марии Ленк |
| 15 августа 2016 21:30 | Счёт по четвертям: 1:1, 3:1, 4:2, 4:3 |      |   | Водный центр имени Марии Ленк |

Итог: 2 место

#### Плавание
В следующий раунд на каждой дистанции проходят спортсмены, показавшие лучший результат, независимо от места, занятого в своём заплыве.
Мужчины
| Дистанция                        | Спортсмены                                                             | Предварительный раунд | Предварительный раунд | Предварительный раунд | Полуфинал             | Полуфинал             | Полуфинал             | Финал                 | Финал                 |
| Дистанция                        | Спортсмены                                                             | Заплыв                | Результат             | Место                 | Заплыв                | Результат             | Место                 | Результат             | Место                 |
| -------------------------------- | ---------------------------------------------------------------------- | --------------------- | --------------------- | --------------------- | --------------------- | --------------------- | --------------------- | --------------------- | --------------------- |
| 50 метров вольным стилем         | Федерико Бокка                                                         |                       |                       |                       |                       |                       |                       |                       |                       |
| 50 метров вольным стилем         | Лука Дотто                                                             |                       |                       |                       |                       |                       |                       |                       |                       |
| 100 метров вольным стилем        | Лука Дотто                                                             | 8                     | 48,47                 | 10 Q                  | 1                     | 48,49                 | 13                    | завершил выступление  | завершил выступление  |
| 100 метров вольным стилем        | Филиппо Маньини                                                        | 5                     | 49,40                 | 37                    | завершил выступление  | завершил выступление  | завершил выступление  | завершил выступление  | завершил выступление  |
| 200 метров вольным стилем        | Митчелл Д’Арриго                                                       | 3                     | 1:47,46               | 23                    | завершил выступление  | завершил выступление  | завершил выступление  | завершил выступление  | завершил выступление  |
| 200 метров вольным стилем        | Марко Белотти                                                          | 2                     | 1:48,71               | 33                    | завершил выступление  | завершил выступление  | завершил выступление  | завершил выступление  | завершил выступление  |
| 400 метров вольным стилем        | Габриэле Детти                                                         | 7                     | 3:43,95               | 3 Q                   | не проводится         | не проводится         | не проводится         | 3:43,49               | 3                     |
| 1500 метров вольным стилем       | Габриэле Детти                                                         |                       |                       |                       | не проводится         | не проводится         | не проводится         |                       |                       |
| 1500 метров вольным стилем       | Грегорио Пальтриньери                                                  |                       |                       |                       | не проводится         | не проводится         | не проводится         |                       |                       |
| 100 метров баттерфляем           | Пьеро Кодиа                                                            |                       |                       |                       |                       |                       |                       |                       |                       |
| 100 метров баттерфляем           | Маттео Ривольта                                                        |                       |                       |                       |                       |                       |                       |                       |                       |
| 100 метров на спине              | Симоне Саббьони                                                        | 3                     | 54,91                 | 28                    | завершил выступление  | завершил выступление  | завершил выступление  | завершил выступление  | завершил выступление  |
| 100 метров брассом               | Андреа Тониато                                                         | 5                     | 1:00,45               | 22                    | завершил выступление  | завершил выступление  | завершил выступление  | завершил выступление  | завершил выступление  |
| 200 метров брассом               | Лука Пиццини                                                           | 5                     | 2:11,26               | 16 Q                  | 1                     | 2:11,53               | 14                    | завершил выступление  | завершил выступление  |
| 200 метров комплексным плаванием | Федерико Туррини                                                       | 2                     | DNS                   | —                     | завершил выступление  | завершил выступление  | завершил выступление  | завершил выступление  | завершил выступление  |
| 400 метров комплексным плаванием | Лука Марин                                                             | 4                     | 4:17,88               | 16                    | не проводится         | не проводится         | не проводится         | завершил выступление  | завершил выступление  |
| 400 метров комплексным плаванием | Федерико Туррини                                                       | 4                     | 4:18,39               | 20                    | не проводится         | не проводится         | не проводится         | завершил выступление  | завершил выступление  |
| Эстафета                         | Предварительный раунд                                                  | Предварительный раунд | Предварительный раунд | Предварительный раунд | Финал                 | Финал                 | Финал                 | Финал                 | Финал                 |
| Эстафета                         | Состав                                                                 | Заплыв                | Результат             | Место                 | Состав                | Состав                | Состав                | Результат             | Место                 |
| 4×100 метров вольным стилем      | Лука Дотто Марко Орси Микеле Сантуччи Лука Леонарди                    | 1                     | 3:14,22               | 9                     | завершили выступление | завершили выступление | завершили выступление | завершили выступление | завершили выступление |
| 4×200 метров вольным стилем      | Андреа Митчелл Д’Арриго Алекс Ди Джорджио Марко Белотти Габриэле Детти | 1                     | 7:09,20               | 9                     | завершили выступление | завершили выступление | завершили выступление | завершили выступление | завершили выступление |
| 4×100 метров комбинированная     |                                                                        |                       |                       |                       |                       |                       |                       |                       |                       |

Открытая вода
| Дистанция     | Спортсмены       | Результат | Место | Отставание |
| ------------- | ---------------- | --------- | ----- | ---------- |
| 10 километров | Симоне Руффини   |           |       |            |
| 10 километров | Федерико Ванелли |           |       |            |

Женщины
| Дистанция                        | Спортсмены                                                                                          | Предварительный раунд | Предварительный раунд | Предварительный раунд | Полуфинал                                                                                           | Полуфинал                                                                                           | Полуфинал                                                                                           | Финал                 | Финал                 |
| Дистанция                        | Спортсмены                                                                                          | Заплыв                | Результат             | Место                 | Заплыв                                                                                              | Результат                                                                                           | Место                                                                                               | Результат             | Место                 |
| -------------------------------- | --------------------------------------------------------------------------------------------------- | --------------------- | --------------------- | --------------------- | --------------------------------------------------------------------------------------------------- | --------------------------------------------------------------------------------------------------- | --------------------------------------------------------------------------------------------------- | --------------------- | --------------------- |
| 50 метров вольным стилем         | Сильвия Ди Пьетро                                                                                   |                       |                       |                       | | | |                       |                       |
| 50 метров вольным стилем         | Сильвия Ди Пьетро                                                                                   |                       |                       |                       | | | |                       |                       |
| 100 метров вольным стилем        | Эрика Ферраиоли                                                                                     | 3                     | 55,20                 | 26                    | завершила выступление                                                                               | завершила выступление                                                                               | завершила выступление                                                                               | завершила выступление | завершила выступление |
| 100 метров вольным стилем        | Федерика Пеллегрини                                                                                 | 4                     | DNS                   | —                     | завершила выступление                                                                               | завершила выступление                                                                               | завершила выступление                                                                               | завершила выступление | завершила выступление |
| 200 метров вольным стилем        | Федерика Пеллегрини                                                                                 | 4                     | 1:56,37               | 5 Q                   | 2                                                                                                   | 1:55,42                                                                                             | 3 Q                                                                                                 | 1:55,18               | 4                     |
| 200 метров вольным стилем        | Алис Миццау                                                                                         | 4                     | 1:59,16               | 24                    | завершила выступление                                                                               | завершила выступление                                                                               | завершила выступление                                                                               | завершила выступление | завершила выступление |
| 400 метров вольным стилем        | Алис Миццау                                                                                         | 3                     | 4:14,20               | 22                    | не проводится                                                                                       | не проводится                                                                                       | не проводится                                                                                       | завершила выступление | завершила выступление |
| 400 метров вольным стилем        | Дилетта Карли                                                                                       | 4                     | 4:17,15               | 27                    | не проводится                                                                                       | не проводится                                                                                       | не проводится                                                                                       | завершила выступление | завершила выступление |
| 800 метров вольным стилем        | Дилетта Карли                                                                                       |                       |                       |                       | не проводится                                                                                       | не проводится                                                                                       | не проводится                                                                                       |                       |                       |
| 800 метров вольным стилем        | Дилетта Карли                                                                                       |                       |                       |                       | не проводится                                                                                       | не проводится                                                                                       | не проводится                                                                                       |                       |                       |
| 100 метров баттерфляем           | Илария Бьянки                                                                                       | 5                     | 58,48                 | 20                    | завершила выступление                                                                               | завершила выступление                                                                               | завершила выступление                                                                               | завершила выступление | завершила выступление |
| 200 метров баттерфляем           | Алессия Польери                                                                                     | 2                     | 2:08,95               | 15 Q                  | 2                                                                                                   | 2:09,35                                                                                             | 14                                                                                                  | завершила выступление | завершила выступление |
| 200 метров баттерфляем           | Стефания Пироцци                                                                                    | 4                     | 2:09,40               | 17                    | завершила выступление                                                                               | завершила выступление                                                                               | завершила выступление                                                                               | завершила выступление | завершила выступление |
| 200 метров на спине              | Маргерита Пандзьери                                                                                 |                       |                       |                       | | | |                       |                       |
| 100 метров брассом               | Арианна Кастильони                                                                                  | 5                     | 1:07,32               | 17                    | завершила выступление                                                                               | завершила выступление                                                                               | завершила выступление                                                                               | завершила выступление | завершила выступление |
| 100 метров брассом               | Мартина Карраро                                                                                     | 5                     | 1:07,56               | 20                    | завершила выступление                                                                               | завершила выступление                                                                               | завершила выступление                                                                               | завершила выступление | завершила выступление |
| 200 метров комплексным плаванием | Луиза Тромбетти                                                                                     | 2                     | 2:14,66               | 22                    | завершила выступление                                                                               | завершила выступление                                                                               | завершила выступление                                                                               | завершила выступление | завершила выступление |
| 200 метров комплексным плаванием | Сара Франчески                                                                                      | 5                     | 2:15,61               | 28                    | завершила выступление                                                                               | завершила выступление                                                                               | завершила выступление                                                                               | завершила выступление | завершила выступление |
| 400 метров комплексным плаванием | Луиза Тромбетти                                                                                     | 3                     | 4:45,52               | 26                    | не проводится                                                                                       | не проводится                                                                                       | не проводится                                                                                       | завершила выступление | завершила выступление |
| 400 метров комплексным плаванием | Сара Франчески                                                                                      | 2                     | 4:48,48               | 30                    | не проводится                                                                                       | не проводится                                                                                       | не проводится                                                                                       | завершила выступление | завершила выступление |
| Эстафета                         | Предварительный раунд                                                                               | Предварительный раунд | Предварительный раунд | Предварительный раунд | Финал                                                                                               | Финал                                                                                               | Финал                                                                                               | Финал                 | Финал                 |
| Эстафета                         | Состав                                                                                              | Заплыв                | Результат             | Место                 | Состав                                                                                              | Состав                                                                                              | Состав                                                                                              | Результат             | Место                 |
| 4×100 метров вольным стилем      | Эрика Ферраиоли (54,91) Сильвия Ди Пьетро (53,96) Аглая Пеццато (53,86) Федерика Пеллегрини (53,17) | 1                     | 3:35,90               | 4 Q                   | Эрика Ферраиоли (55,21) Сильвия Ди Пьетро (53,69) Аглая Пеццато (53,99) Федерика Пеллегрини (53,89) | Эрика Ферраиоли (55,21) Сильвия Ди Пьетро (53,69) Аглая Пеццато (53,99) Федерика Пеллегрини (53,89) | Эрика Ферраиоли (55,21) Сильвия Ди Пьетро (53,69) Аглая Пеццато (53,99) Федерика Пеллегрини (53,89) | 3:36,78               | 6                     |
| 4×200 метров вольным стилем      | Алиса Миццау Мартина Де Мемме Кьяра Мазини Луччетти Федерика Пеллегрини                             | 1                     | 7:57,74               | 13                    | завершили выступление                                                                               | завершили выступление                                                                               | завершили выступление                                                                               | завершили выступление | завершили выступление |
| 4×100 метров комбинированная     | |                       |                       |                       | | | |                       |                       |

Открытая вода
| Дистанция     | Спортсмены   | Результат | Место | Отставание |
| ------------- | ------------ | --------- | ----- | ---------- |
| 10 километров | Ракеле Бруни |           |       |            |

#### Прыжки в воду
Мужчины
| Соревнование                 | Спортсмены                      | Предварительный раунд | Предварительный раунд | Полуфинал     | Полуфинал     | Финал     | Финал |
| Соревнование                 | Спортсмены                      | Результат             | Место                 | Результат     | Место         | Результат | Место |
| ---------------------------- | ------------------------------- | --------------------- | --------------------- | ------------- | ------------- | --------- | ----- |
| трамплин, 3 метра            | Микеле Бенедетти                |                       |                       |               |               |           |       |
| трамплин, 3 метра            | Андреа Кьярабини                |                       |                       |               |               |           |       |
| вышка, 10 метров             | Майкол Верцотто                 |                       |                       |               |               |           |       |
| синхронный трамплин, 3 метра | Андреа Кьярабини Джованни Точчи | не проводится         | не проводится         | не проводится | не проводится | 395,19    | 6     |

Женщины
В индивидуальных соревнованиях на трёхметровом трамплине Италию помимо Каньотто представляла также Мария Маркони. Предварительный раунд Каньотто уверенно завершила на 4-м месте, а вот Маркони не хватило менее 3 баллов, чтобы занять необходимую позицию и пробиться в следующий раунд. Полуфинал Каньотто провела не столь хорошо, в результате чего по итогам 5 прыжков она стала только 7-й, что позволило ей выйти в финал соревнований. В решающем раунде итальянка с самого начала повела борьбу за медаль. Сражаться за первые два места с китаянками было практически нереально, а вот борьба за третье место шла до самой последней попытки. Перед решающим прыжком главной претенденткой на бронзовую медаль была канадка Дженнифер Абель, однако за последний прыжок она получила лишь 69 баллов, благодаря чему Каньотто смогла её опередить, уступая при этом после четырёх прыжков Абель почти 7 баллов. Таким образом Таня Каньотто стала двукратной олимпийской медалисткой.
| Соревнование                 | Спортсмены                      | Предварительный раунд | Предварительный раунд | Полуфинал     | Полуфинал     | Финал     | Финал |
| Соревнование                 | Спортсмены                      | Результат             | Место                 | Результат     | Место         | Результат | Место |
| ---------------------------- | ------------------------------- | --------------------- | --------------------- | ------------- | ------------- | --------- | ----- |
| трамплин, 3 метра            | Таня Каньотто                   | 347,30                | 4 Q                   | 324,40        | 7 Q           | 372,80    | 3     |
| трамплин, 3 метра            | Мария Маркони                   |                       |                       |               |               |           |       |
| вышка, 10 метров             | Ноэми Батки                     |                       |                       |               |               |           |       |
| синхронный трамплин, 3 метра | Таня Каньотто Франческа Даллапе | Не проводится         | Не проводится         | Не проводится | Не проводится | 313,83    | 2     |

#### Синхронное плавание
По итогам квалификационного раунда в соревнованиях дуэтов в финал проходят 12 сильнейших сборных. В финале синхронистки исполняют только произвольную программу. Итоговая сумма складывается из результатов финальной произвольной программы и баллов, полученных дуэтами за техническую программу, исполненную в квалификационном раунде.
| Соревнование | Спортсмены | Квалификация          | Квалификация          | Квалификация           | Квалификация           | Квалификация  | Квалификация  | Финал                  | Финал                  | Итоговый результат | Итоговый результат |
| Соревнование | Спортсмены | Техническая программа | Техническая программа | Произвольная программа | Произвольная программа | Всего         | Всего         | Произвольная программа | Произвольная программа | Итоговый результат | Итоговый результат |
| Соревнование | Спортсмены | Баллы                 | Место                 | Баллы                  | Место                  | Баллы         | Место         | Баллы                  | Место                  | Баллы              | Место              |
| ------------ | --- | --------------------- | --------------------- | ---------------------- | ---------------------- | ------------- | ------------- | ---------------------- | ---------------------- | ------------------ | ------------------ |
| дуэты        | Линда Черрути Констанца Ферро | 90,4412               | 6                     | 91,1333                | 6                      | 181,5745      | 6             | 90,4412                | 92,3667                | 182,8079           | 6                  |
| группы       | Элиза Боццо Франческа Деидда Беатриче Каллегари Камилла Каттанео Марианджела Перрупато Сара Сгарци Констанца Ферро Манила Фламини Линда Черрути | 91,1142               | 5                     | Не проводится          | Не проводится          | Не проводится | Не проводится | 92,2667                | 5                      | 183,3809           | 5                  |

### Волейбол

#### Волейбол

##### Мужчины
Мужская сборная Италии квалифицировалась на Игры, завоевав серебряные медали Кубка мира 2015 года.
Состав
| Номер                   | Имя                | Дата рождения    | Рост, см  | Клуб          | Игры      | Очки      | Очки      | Очки      | Всего очков |
| Номер                   | Имя                | Дата рождения    | Рост, см  | Клуб          | Игры      | Атака     | Подача    | Блок      | Всего очков |
| Связующие               | Связующие          | Связующие        | Связующие | Связующие     | Связующие | Связующие | Связующие | Связующие | Связующие   |
| ----------------------- | ------------------ | ---------------- | --------- | ------------- | --------- | --------- | --------- | --------- | ----------- |
| 3                       | Даниэле Соттиле    | 17 августа 1979  | 186       | Латина        |           |           |           |           |             |
| 8                       | Симоне Джанелли    | 8 сентября 1996  | 198       | Трентино      |           |           |           |           |             |
| Диагональные            |                    |                  |           |               |           |           |           |           |             |
| 4                       | Лука Веттори       | 26 апреля 1991   | 200       | Модена        |           |           |           |           |             |
| 9                       | Иван Зайцев        | 2 октября 1988   | 202       | Динамо Москва |           |           |           |           |             |
| Доигровщики             |                    |                  |           |               |           |           |           |           |             |
| 5                       | Османи Хуанторена  | 12 августа 1985  | 200       | Мачерата      |           |           |           |           |             |
| 10                      | Филиппо Ланца      | 3 марта 1991     | 198       | Трентино      |           |           |           |           |             |
| 16                      | Олег Антонов       | 28 июля 1988     | 198       | Трентино      |           |           |           |           |             |
| Центральные блокирующие |                    |                  |           |               |           |           |           |           |             |
| 11                      | Симоне Бути        | 19 сентября 1983 | 206       | Перуджа       |           |           |           |           |             |
| 14                      | Маттео Пьяно       | 24 октября 1990  | 208       | Модена        |           |           |           |           |             |
| 15                      | Эмануэле Бирарелли | 8 февраля 1981   | 202       | Перуджа       |           |           |           |           |             |
| Либеро                  |                    |                  |           |               |           |           |           |           |             |
| 7                       | Сальваторе Россини | 13 июля 1986     | 185       | Модена        |           |           |           |           |             |
| 13                      | Массимо Колачи     | 21 февраля 1985  | 180       | Трентино      |           |           |           |           |             |

| Имя                   | Гражданство | Дата рождения   |
| --------------------- | ----------- | --------------- |
| Джанлоренцо Бленджини | Италия      | 29 декабря 1971 |

Результаты
Групповой этап (Группа A)
|             | Матчи | Матчи | Очки | Сеты | Сеты | Сеты  | Мячи | Мячи | Мячи  |
| В           | П     | В     | Очки | П    | В:П  | В     | П    | В:П  |       |
| ----------- | ----- | ----- | ---- | ---- | ---- | ----- | ---- | ---- | ----- |
| 1. Италия   | 4     | 1     | 12   | 13   | 5    | 2,600 | 432  | 375  | 1,152 |
| 2. Канада   | 3     | 2     | 9    | 10   | 7    | 1,429 | 378  | 378  | 1,000 |
| 3. США      | 3     | 2     | 9    | 10   | 8    | 1,250 | 419  | 405  | 1,035 |
| 4. Бразилия | 3     | 2     | 9    | 11   | 9    | 1,222 | 467  | 442  | 1,057 |
| 5. Франция  | 2     | 3     | 6    | 8    | 9    | 0,889 | 386  | 367  | 1,052 |
| 6. Мексика  | 0     | 5     | 0    | 1    | 15   | 0,067 | 283  | 398  | 0,711 |

| 7 августа 2016 09:30 UTC-3 |

| Италия                         | 3:0  | Франция                    |
| (25:20, 25:20, 25:15) Протокол |      |                            |
| Иван Зайцев 16                 | Очки | 8 Кевин Тийи, Эрвин Нгапет |

| Мараканазинью, Рио-де-Жанейро Зрителей: 4456 Судьи: Эрнан Касамикела, Денни Сеспедес |

| 9 августа 2016 15:00 UTC-3 |

| Италия                                | 3:1  | США              |
| (28:26, 20:25, 25:23, 25:23) Протокол |      |                  |
| Османи Хуанторена 20                  | Очки | 22 Аарон Расселл |

| Мараканазинью, Рио-де-Жанейро Зрителей: 6494 Судьи: Владимир Симонович, Андрей Зенович |

##### Женщины
Женская сборная Италии квалифицировалась на Игры, заняв первое место по итогам мирового квалификационного турнира.
Состав команды
Результаты
Групповой этап (Группа B)
|                | Матчи | Матчи | Очки | Сеты | Сеты | Сеты  | Мячи | Мячи | Мячи  |
| В              | П     | В     | Очки | П    | В:П  | В     | П    | В:П  |       |
| -------------- | ----- | ----- | ---- | ---- | ---- | ----- | ---- | ---- | ----- |
| 1. США         | 5     | 0     | 14   | 15   | 5    | 3,000 | 470  | 400  | 1,175 |
| 2. Нидерланды  | 4     | 1     | 11   | 14   | 7    | 2,000 | 455  | 425  | 1,070 |
| 3. Сербия      | 3     | 2     | 10   | 12   | 6    | 2,000 | 410  | 394  | 1,041 |
| 4. Китай       | 2     | 3     | 7    | 9    | 9    | 1,000 | 398  | 389  | 1,023 |
| 5. Италия      | 1     | 4     | 3    | 4    | 12   | 0,333 | 351  | 374  | 0,939 |
| 6. Пуэрто-Рико | 0     | 5     | 0    | 0    | 15   | 0,000 | 277  | 379  | 0,731 |

| 6 августа 2016 22:35 UTC-3 |

| Сербия                         | 3:0  | Италия         |
| (27:25, 25:20, 25:23) Протокол |      |                |
| Бранкица Михайлович 21         | Очки | 19 Паола Эгону |

| Мараканазинью, Рио-де-Жанейро Зрителей: 4373 Судьи: Пётр Дудек, Артуро ди Джакомо |

| 8 августа 2016 09:30 UTC-3 |

| Китай                          | 3:0  | Италия         |
| (25:21, 25:11, 25:16) Протокол |      |                |
| Чжу Тин, Сюй Юньли по 12       | Очки | 22 Паола Эгону |

| Мараканазинью, Рио-де-Жанейро Зрителей: 4804 Судьи: Патрисия Рольф, Пауло Турки |

| 10 августа 2016 11:35 UTC-3 |

| Италия                         | 0:3  | Нидерланды   |
| (21:25, 20:25, 20:25) Протокол |      |              |
| Паола Эгону 12                 | Очки | 19 Анне Бёйс |

| Мараканазинью, Рио-де-Жанейро Зрителей: 5539 Судьи: Юрай Мокрый, Наср Шаабан |

#### Пляжный волейбол
Мужчины
| Соревнование | Спортсмены                     | Групповой этап                                    | Групповой этап                                  | Групповой этап                                | Групповой этап | 1/8 финала     | Четвертьфинал  | Полуфинал      | Финал          | Место |
| Соревнование | Спортсмены                     | Соперники Счёт                                    | Соперники Счёт                                  | Соперники Счёт                                | Место          | Соперники Счёт | Соперники Счёт | Соперники Счёт | Соперники Счёт | Место |
| ------------ | ------------------------------ | ------------------------------------------------- | ----------------------------------------------- | --------------------------------------------- | -------------- | -------------- | -------------- | -------------- | -------------- | ----- |
| мужчины      | Алекс Раньери Адриан Карамбула | Группа A                                          | Группа A                                        | Группа A                                      | Группа A       |                |                |                |                |       |
| мужчины      | Алекс Раньери Адриан Карамбула | AUTК. Допплер / А. Хорст В 21:14, 21:13           | CANД. Бинсток / С. Шехтер В 21:18, 14:21, 15:11 | BRAАлисон / Бруно Шмидт П 19:21, 16:21        | 1 Q            |                |                |                |                |       |
| мужчины      | Даниэле Лупо Паоло Николаи     | Группа C                                          | Группа C                                        | Группа C                                      | Группа C       |                |                |                |                |       |
| мужчины      | Даниэле Лупо Паоло Николаи     | MEXЛ. Онтиверос / Х. Вирхен П 21:14, 14:21, 11:15 | TUNМ. Насёр / Х. Бельхадж В 21:17, 21:13        | USAФ. Дэлхоссер / Н. Лусена :13, 17:21, 24:22 |                |                |                |                |                |       |

Женщины
| Соревнование | Спортсмены                    | Групповой этап                                | Групповой этап                             | Групповой этап                               | Групповой этап | 1/8 финала     | Четвертьфинал  | Полуфинал      | Финал          | Место |
| Соревнование | Спортсмены                    | Соперники Счёт                                | Соперники Счёт                             | Соперники Счёт                               | Место          | Соперники Счёт | Соперники Счёт | Соперники Счёт | Соперники Счёт | Место |
| ------------ | ----------------------------- | --------------------------------------------- | ------------------------------------------ | -------------------------------------------- | -------------- | -------------- | -------------- | -------------- | -------------- | ----- |
| женщины      | Марта Менегатти Ребекка Перри | Группа D                                      | Группа D                                   | Группа D                                     | Группа D       |                |                |                |                |       |
| женщины      | Марта Менегатти Ребекка Перри | CANД. Бродер / К. Вальяс П 21:15, 18:21, 9:15 | EGYД. Эль-Гобаши / Н. Мивад В 21:10, 21:13 | GERЛ. Людвиг / К. Валькенхорст :21 :18 12:15 |                |                |                |                |                |       |

### Гимнастика

#### Спортивная гимнастика
В квалификационном раунде проходил отбор, как в финал командного многоборья, так и в финалы личных дисциплин. В финал индивидуального многоборья отбиралось 24 спортсмена с наивысшими результатами, а в финалы отдельных упражнений по 8 спортсменов, причём в финале личных дисциплин страна не могла быть представлена более, чем 2 спортсменами. В командном многоборье в квалификации на каждом снаряде выступали по 4 спортсмена, а в зачёт шли три лучших результата. В финале командных соревнований на каждом снаряде выступало по три спортсмена и все три результата шли в зачёт.
Мужчины
Многоборья
| Соревнование      | Спортсмены      | Квалификация        | Квалификация | Квалификация | Квалификация   | Квалификация        | Квалификация | Квалификация | Квалификация | Финал                | Финал                | Финал                | Финал                | Финал                | Финал                | Финал                | Финал                |
| Соревнование      | Спортсмены      | Вольные выступления | Конь         | Кольца       | Опорный прыжок | Параллельные брусья | Перекладина  | Всего        | Место        | Вольные выступления  | Конь                 | Кольца               | Опорный прыжок       | Параллельные брусья  | Перекладина          | Всего                | Место                |
| ----------------- | --------------- | ------------------- | ------------ | ------------ | -------------- | ------------------- | ------------ | ------------ | ------------ | -------------------- | -------------------- | -------------------- | -------------------- | -------------------- | -------------------- | -------------------- | -------------------- |
| личное многоборье | Людовико Эдалли | 12,433              | 13,333       | 13,666       | 13,933         | 14,400              | 14,033       | 81,798       | 44           | Завершил выступление | Завершил выступление | Завершил выступление | Завершил выступление | Завершил выступление | Завершил выступление | Завершил выступление | Завершил выступление |

Индивидуальные упражнения
| Соревнование        | Спортсмены      | Квалификация | Квалификация | Финал                | Финал                |
| Соревнование        | Спортсмены      | Очки         | Место        | Очки                 | Место                |
| ------------------- | --------------- | ------------ | ------------ | -------------------- | -------------------- |
| вольные упражнения  | Людовико Эдалли | 12,433       | 69           | Завершил выступление | Завершил выступление |
| конь                | Людовико Эдалли | 13,333       | 58           | Завершил выступление | Завершил выступление |
| кольца              | Людовико Эдалли | 13,666       | 57           | Завершил выступление | Завершил выступление |
| параллельные брусья | Людовико Эдалли | 14,400       | 46           | Завершил выступление | Завершил выступление |
| перекладина         | Людовико Эдалли | 14,033       | 46           | Завершил выступление | Завершил выступление |

Женщины
Многоборья
| Соревнование         | Спортсмены       | Квалификация   | Квалификация        | Квалификация | Квалификация       | Квалификация | Квалификация | Финал                 | Финал                 | Финал                 | Финал                 | Финал                 | Финал                 |
| Соревнование         | Спортсмены       | Опорный прыжок | Разновысокие брусья | Бревно       | Вольные упражнения | Всего        | Место        | Опорный прыжок        | Разновысокие брусья   | Бревно                | Вольные упражнения    | Всего                 | Место                 |
| -------------------- | ---------------- | -------------- | ------------------- | ------------ | ------------------ | ------------ | ------------ | --------------------- | --------------------- | --------------------- | --------------------- | --------------------- | --------------------- |
| личное многоборье    | Карлота Ферлито  | 14,300         | 14,033              | 13,233       | 14,033             | 55,599       | 27 Q         |                       |                       |                       |                       |                       |                       |
| личное многоборье    | Ванесса Феррари  | 14,533         | 13,866              | 12,000       | 14,866             | 55,265       | 29 Q         |                       |                       |                       |                       |                       |                       |
| командное многоборье | Элиза Менегини   | 14,166         |                     | 14,166       | 14,233             |              |              | Завершили выступление | Завершили выступление | Завершили выступление | Завершили выступление | Завершили выступление | Завершили выступление |
| командное многоборье | Мартина Риццелли | 14,533         | 14,033              |              |                    |              |              | Завершили выступление | Завершили выступление | Завершили выступление | Завершили выступление | Завершили выступление | Завершили выступление |
| командное многоборье | Эрика Фазана     |                | 14,200              | 12,933       | 14,333             |              |              | Завершили выступление | Завершили выступление | Завершили выступление | Завершили выступление | Завершили выступление | Завершили выступление |
| командное многоборье | Карлота Ферлито  | 14,300         | 14,033              | 13,233       | 14,033             |              |              | Завершили выступление | Завершили выступление | Завершили выступление | Завершили выступление | Завершили выступление | Завершили выступление |
| командное многоборье | Ванесса Феррари  | 14,533         | 13,866              | 12,000       | 14,866             |              |              | Завершили выступление | Завершили выступление | Завершили выступление | Завершили выступление | Завершили выступление | Завершили выступление |
| командное многоборье | Всего            | 43,366         | 42,266              | 40,332       | 43,432             | 169,396      | 10           | Завершили выступление | Завершили выступление | Завершили выступление | Завершили выступление | Завершили выступление | Завершили выступление |

Индивидуальные упражнения
| Соревнование        | Спортсмены       | Квалификация | Квалификация | Финал                 | Финал                 |
| Соревнование        | Спортсмены       | Очки         | Место        | Очки                  | Место                 |
| ------------------- | ---------------- | ------------ | ------------ | --------------------- | --------------------- |
| разновысокие брусья | Эрика Фазана     | 14,200       | 37           | Завершила выступление | Завершила выступление |
| разновысокие брусья | Карлота Ферлито  | 14,033       | 42           | Завершила выступление | Завершила выступление |
| разновысокие брусья | Мартина Риццелли | 14,033       | 43           | Завершила выступление | Завершила выступление |
| разновысокие брусья | Ванесса Феррари  | 13,866       | 47           | Завершила выступление | Завершила выступление |
| бревно              | Элиза Менегини   | 14,166       | 23           | Завершила выступление | Завершила выступление |
| бревно              | Карлота Ферлито  | 13,233       | 56           | Завершила выступление | Завершила выступление |
| бревно              | Эрика Фазана     | 12,933       | 63           | Завершила выступление | Завершила выступление |
| бревно              | Ванесса Феррари  | 12,000       | 75           | Завершила выступление | Завершила выступление |
| вольные упражнения  | Ванесса Феррари  | 14,866       | 3 Q          |                       |                       |
| вольные упражнения  | Эрика Фазана     | 14,333       | 10 Q         |                       |                       |
| вольные упражнения  | Элиза Менегини   | 14,233       | 13           | Завершила выступление | Завершила выступление |
| вольные упражнения  | Карлота Ферлито  | 14,033       | 18           | Завершила выступление | Завершила выступление |

#### Художественная гимнастика
Женщины
| Соревнование              | Спортсмены         | Квалификация | Квалификация | Финал | Финал |
| Соревнование              | Спортсмены         | Очки         | Место        | Очки  | Место |
| ------------------------- | ------------------ | ------------ | ------------ | ----- | ----- |
| индивидуальное многоборье | Вероника Бертолини |              |              |       |       |
| групповое многоборье      |                    |              |              |       |       |

### Гольф
Последний раз соревнования по гольфу в рамках Олимпийских игр проходили в 1904 году. Соревнования гольфистов пройдут на 18-луночном поле, со счётом 72 пар. Каждый участник пройдёт все 18 лунок по 4 раза.
Мужчины
| Соревнование | Спортсмены       | Первый раунд | Первый раунд | Второй раунд | Второй раунд | Третий раунд | Третий раунд | Четвёртый раунд | Четвёртый раунд | Итоговый результат | Итоговое место |
| Соревнование | Спортсмены       | Очки         | Место        | Очки         | Место        | Очки         | Место        | Очки            | Место           | Итоговый результат | Итоговое место |
| ------------ | ---------------- | ------------ | ------------ | ------------ | ------------ | ------------ | ------------ | --------------- | --------------- | ------------------ | -------------- |
| мужчины      | Нино Бертазио    |              |              |              |              |              |              |                 |                 |                    |                |
| мужчины      | Маттео Манассеро |              |              |              |              |              |              |                 |                 |                    |                |

Женщины
| Соревнование | Спортсмены      | Первый раунд | Первый раунд | Второй раунд | Второй раунд | Третий раунд | Третий раунд | Четвёртый раунд | Четвёртый раунд | Итоговый результат | Итоговое место |
| Соревнование | Спортсмены      | Очки         | Место        | Очки         | Место        | Очки         | Место        | Очки            | Место           | Итоговый результат | Итоговое место |
| ------------ | --------------- | ------------ | ------------ | ------------ | ------------ | ------------ | ------------ | --------------- | --------------- | ------------------ | -------------- |
| женщины      | Джулия Молинаро |              |              |              |              |              |              |                 |                 |                    |                |
| женщины      | Джулия Сергас   |              |              |              |              |              |              |                 |                 |                    |                |

### Гребля на байдарках и каноэ

#### Гребля на гладкой воде
Соревнования по гребле на байдарках и каноэ на гладкой воде проходят в лагуне Родригу-ди-Фрейташ, которая находится на территории города Рио-де-Жанейро. В каждой дисциплине соревнования проходят в три этапа: предварительный раунд, полуфинал и финал.
Мужчины
| Соревнование                   | Спортсмены                                                      | Предварительный раунд | Предварительный раунд | Предварительный раунд | Полуфинал | Полуфинал | Полуфинал | Финал | Финал | Итоговое место |
| Соревнование                   | Спортсмены                                                      | Заплыв                | Время                 | Место                 | Заплыв    | Время     | Место     | Время | Место | Итоговое место |
| ------------------------------ | --------------------------------------------------------------- | --------------------- | --------------------- | --------------------- | --------- | --------- | --------- | ----- | ----- | -------------- |
| байдарки-одиночки, 200 метров  | Манфреди Рицца                                                  |                       |                       |                       |           |           |           |       |       |                |
| байдарки-одиночки, 1000 метров | Альберто Риккетти                                               |                       |                       |                       |           |           |           |       |       |                |
| байдарки-двойки, 200 метров    | Марио Кренна Альберто Риккетти                                  |                       |                       |                       |           |           |           |       |       |                |
| байдарки-двойки, 1000 метров   | Джулио Дрессино Никола Рипамонти                                |                       |                       |                       |           |           |           |       |       |                |
| байдарки-четвёрки, 1000 метров | Марио Кренна Джулио Дрессино Альберто Риккетти Никола Рипамонти |                       |                       |                       |           |           |           |       |       |                |
| каноэ-одиночки, 200 метров     | Карло Таччини                                                   |                       |                       |                       |           |           |           |       |       |                |
| каноэ-одиночки, 1000 метров    | Карло Таччини                                                   |                       |                       |                       |           |           |           |       |       |                |

#### Гребной слалом
Квалификационный раунд проходил в две попытки. Результат в каждой попытке складывался из времени, затраченного на прохождение трассы и суммы штрафных очков, которые спортсмен получал за неправильное прохождение ворот. Одно штрафное очко равнялось одной секунде. Из 2 попыток выбирался лучший результат, по результатам которого, выявлялись спортсмены с наименьшим количеством очков, которые проходили в следующий раунд. В полуфинале гребцы выполняли по одной попытки. В финал проходили спортсмены с наименьшим результатом.
Мужчины
| Соревнование      | Спортсмены           | Предварительный этап | Предварительный этап | Предварительный этап | Предварительный этап | Предварительный этап | Предварительный этап | Предварительный этап | Полуфинал | Полуфинал | Полуфинал | Полуфинал | Финал | Финал | Финал | Финал |
| Соревнование      | Спортсмены           | 1 попытка            | 1 попытка            | 1 попытка            | 2 попытка            | 2 попытка            | 2 попытка            | Место                | Полуфинал | Полуфинал | Полуфинал | Полуфинал | Финал | Финал | Финал | Финал |
| Соревнование      | Спортсмены           | Время                | Штраф                | Итог                 | Время                | Штраф                | Итог                 | Место                | Время     | Штраф     | Итог      | Место     | Время | Штраф | Итог  | Место |
| ----------------- | -------------------- | -------------------- | -------------------- | -------------------- | -------------------- | -------------------- | -------------------- | -------------------- | --------- | --------- | --------- | --------- | ----- | ----- | ----- | ----- |
| байдарки-одиночки | Джованни Де Дженнаро | 86,85                | 0                    | 86,85                | 88,74                | 2                    | 90,74                | 1 Q                  | 93,59     | 2         | 95,59     | 9 Q       | 91,77 | 0     | 91,77 | 7     |

Женщины
| Соревнование      | Спортсмены   | Предварительный этап | Предварительный этап | Предварительный этап | Предварительный этап | Предварительный этап | Предварительный этап | Предварительный этап | Полуфинал | Полуфинал | Полуфинал | Полуфинал | Финал | Финал | Финал | Финал |
| Соревнование      | Спортсмены   | 1 попытка            | 1 попытка            | 1 попытка            | 2 попытка            | 2 попытка            | 2 попытка            | Место                | Полуфинал | Полуфинал | Полуфинал | Полуфинал | Финал | Финал | Финал | Финал |
| Соревнование      | Спортсмены   | Время                | Штраф                | Итог                 | Время                | Штраф                | Итог                 | Место                | Время     | Штраф     | Итог      | Место     | Время | Штраф | Итог  | Место |
| ----------------- | ------------ | -------------------- | -------------------- | -------------------- | -------------------- | -------------------- | -------------------- | -------------------- | --------- | --------- | --------- | --------- | ----- | ----- | ----- | ----- |
| байдарки-одиночки | Стефани Хорн | 102,90               | 4                    | 106,90               | 99,07                | 0                    | 99,07                | 1 Q                  |           |           |           |           |       |       |       |       |

### Дзюдо
Соревнования по дзюдо проводились по системе с выбыванием. В утешительные раунды попадали спортсмены, проигравшие полуфиналистам турнира. Два спортсмена, одержавших победу в утешительном раунде, в поединке за бронзу сражались с дзюдоистами, проигравшими в полуфинале.
Мужчины
| Категория | Спортсмены        | 1/32 финала            | 1/16 финала               | 1/8 финала                 | Четвертьфинал              | Полуфинал                  | Финал                  | Место |
| Категория | Спортсмены        | Соперник Результат     | Соперник Результат        | Соперник Результат         | Соперник Результат         | Соперник Результат         | Соперник Результат     | Место |
| --------- | ----------------- | ---------------------- | ------------------------- | -------------------------- | -------------------------- | -------------------------- | ---------------------- | ----- |
| до 60 кг  | Элиос Манци       | Не участвовал          | KORКим Вон Джин П 000:001 | завершил выступление       | завершил выступление       | завершил выступление       | завершил выступление   | 17    |
| до 66 кг  | Фабио Базиле      | Не участвовал          | GERС. Зайдль В 100:000    | AZEН. Шихализаде В 110:000 | MGLД. Тумурхулэг В 100:000 | SLOА. Гомбоц В 000s0:000s2 | KORАн Ба Уль В 100:000 | 1     |
| до 81 кг  | Маттео Маркончини | PHIК. Накано В 100:000 | BELЙ. Боттье В 000:000s1  | MDAВ. Думиникэ В 110:010   | GEOА. Чрикишвили П 000:011 | Турнир за 3-е место        | Турнир за 3-е место    | 5     |
| до 81 кг  | Маттео Маркончини | PHIК. Накано В 100:000 | BELЙ. Боттье В 000:000s1  | MDAВ. Думиникэ В 110:010   | GEOА. Чрикишвили П 000:011 | BULИ. Иванов В 100:000     | UAEС. Тома П 000:100   | 5     |

Женщины
| Категория | Спортсмены        | 1/16 финала                  | 1/8 финала                 | Четвертьфинал         | Полуфинал                  | Финал                     | Место |
| Категория | Спортсмены        | Соперник Результат           | Соперник Результат         | Соперник Результат    | Соперник Результат         | Соперник Результат        | Место |
| --------- | ----------------- | ---------------------------- | -------------------------- | --------------------- | -------------------------- | ------------------------- | ----- |
| до 48 кг  | Валентина Москатт | VIEВан Нгок Ту П 000s2:000s1 | завершила выступление      | завершила выступление | завершила выступление      | завершила выступление     | 17    |
| до 52 кг  | Одетте Джуффрида  | не участвовала               | GERМ. Кре В 001:000        | ROUА. Кицу В 001:000  | CHNМа Иннань В 000s0:000s1 | KOSМ. Кельменди П 000:001 | 2     |
| до 63 кг  | Эдвиг Гвенд       | SWEМ. Херманссон В 101:000   | SLOТ. Трстеняк П 000s2:000 | завершила выступление | завершила выступление      | завершила выступление     | 9     |

### Конный спорт
Выездка
Соревнования по выездке включали в себе три теста высшего уровня сложности по системе Международной федерации конного спорта (FEI): Большой Приз (англ. Grand Prix), Переездка Большого Приза (англ. Grand Prix Special) и КЮР Большого приза (англ. Grand Prix Freestyle). Итоговая оценка в каждом из тестов рассчитывалась, как среднее арифметическое значение оценок семи судей.
| Соревнование   | Спортсмены                        | Большой Приз | Большой Приз | Переездка Большого Приза | Переездка Большого Приза | КЮР Большого Приза    | КЮР Большого Приза    |
| Соревнование   | Спортсмены                        | Результат    | Место        | Результат                | Место                    | Результат             | Место                 |
| -------------- | --------------------------------- | ------------ | ------------ | ------------------------ | ------------------------ | --------------------- | --------------------- |
| личная выездка | Валентина Труппа лошадь — Chablis | 65,971       | 52           | завершила выступление    | завершила выступление    | завершила выступление | завершила выступление |

Троеборье
Троеборье состоит из манежной езды, полевых испытаний и конкура. В выездке оценивается степень контроля всадника над лошадью и способность выполнить обязательные элементы выступления. Также при выступлении оценивается внешний вид лошади и всадника. Жюри выставляет, как положительные оценки за удачно выполненные упражнения, так и штрафные баллы за различного рода ошибки. После окончания выступления по специальной формуле вычисляется количество штрафных очков. Соревнования по кроссу требуют от лошади и её наездника высокой степени физической подготовленности и выносливости. Дистанция для кросса достаточно протяжённая и имеет множество препятствий различного типа. Штрафные очки во время кросса начисляются за сбитые препятствия, за превышение лимита времени и за опасную езду. В конкуре за каждое сбитое препятствие спортсмену начисляются 4 штрафных балла, а за превышение лимита времени 1 штрафное очко (за каждую каждую, сверх нормы времени, начатую секунду).
| Соревнование        | Спортсмены                                               | Выездка | Кросс  | Кросс  | Конкур               | Конкур               | Финальный конкур      | Финальный конкур      | Всего                | Всего                |                      |                      |
| Соревнование        | Спортсмены                                               | Штраф   | Штраф  | Штраф  | Штраф                | Штраф                | Штраф                 | Штраф                 | Всего                | Всего                |                      |                      |
| Соревнование        | Спортсмены                                               | Баллы   | Прыжки | Время  | Прыжки               | Время                | Прыжки                | Время                 | Результат            | Место                |                      |                      |
| ------------------- | -------------------------------------------------------- | ------- | ------ | ------ | -------------------- | -------------------- | --------------------- | --------------------- | -------------------- | -------------------- | -------------------- | -------------------- |
| личное троеборье    | Пьетро Роман лошадь — Barraduff                          | 48,20   | 0,00   | 20,00  | 8                    | 6,00                 | 4                     | 0,00                  | 86,20                | 23                   |                      |                      |
| личное троеборье    | Арианна Скиво лошадь — Quefira de l’Ormeau               | 55,00   | 20,00  | 30,40  | 4                    | 0,00                 | завершила выступление | завершила выступление | 109,40               | 34                   |                      |                      |
| личное троеборье    | Лука Роман лошадь — Castlewoods Jake                     | 50,80   | 40,00  | 31,60  | 12                   | 4,00                 | завершил выступление  | завершил выступление  | 138,40               | 40                   |                      |                      |
| личное троеборье    | Стефано Бреччароли лошадь —Apollo VD Wendi Kurt Hoeve    | 41,90   | DSQ    | DSQ    | завершил выступление | завершил выступление | завершил выступление  | завершил выступление  | завершил выступление | завершил выступление | завершил выступление | завершил выступление |
| командное троеборье | Стефано Бреччароли Лука Роман Пьетро Роман Арианна Скиво | 140,90  | 142,00 | 142,00 | 34,00                | 34,00                | не проводится         | не проводится         | 330,00               | 9                    |                      |                      |

Конкур
В каждом из раундов спортсменам необходимо было пройти дистанцию с разным количеством препятствий и разным лимитом времени. За каждое сбитое препятствие спортсмену начислялось 4 штрафных балла, за превышение лимита времени 1 штрафное очко (за каждые 5 секунд). В финал личного первенства могло пройти только три спортсмена от одной страны. Командный конкур проводился в рамках второго и третьего раунда индивидуальной квалификации. В зачёт командных соревнований шли три лучших результата, показанные спортсменами во время личного первенства. Если спортсмен выбывал из индивидуальных соревнований после первого или второго раундов, то он всё равно продолжал свои выступления, но результаты при этом шли только в командный зачёт.
| Соревнование  | Спортсмены                        | Квалификация | Квалификация | Квалификация | Квалификация | Квалификация | Квалификация | Квалификация | Квалификация | Финал   | Финал   | Финал   | Финал | Финал | Итоговое место |
| Соревнование  | Спортсмены                        | 1 раунд      | 1 раунд      | 2 раунд      | Всего        | Всего        | 3 раунд      | Всего        | Всего        | Финал A | Финал A | Финал B | Всего | Всего | Итоговое место |
| Соревнование  | Спортсмены                        | Штраф        | Место        | Штраф        | Штраф        | Место        | Штраф        | Штраф        | Место        | Штраф   | Место   | Штраф   | Штраф | Место | Итоговое место |
| ------------- | --------------------------------- | ------------ | ------------ | ------------ | ------------ | ------------ | ------------ | ------------ | ------------ | ------- | ------- | ------- | ----- | ----- | -------------- |
| личный конкур | Эмануэле Гаудиано лошадь — Caspar |              |              |              |              |              |              |              |              |         |         |         |       |       |                |

### Лёгкая атлетика
Мужчины
Беговые дисциплины
| Дисциплина                         | Спортсмен          | Предварительный раунд | Предварительный раунд | Предварительный раунд | Четвертьфиналы | Четвертьфиналы | Четвертьфиналы | Полуфиналы    | Полуфиналы    | Полуфиналы    | Финал | Финал |
| Дисциплина                         | Спортсмен          | Забег                 | Время                 | Место                 | Забег          | Время          | Место          | Забег         | Время         | Место         | Время | Место |
| ---------------------------------- | ------------------ | --------------------- | --------------------- | --------------------- | -------------- | -------------- | -------------- | ------------- | ------------- | ------------- | ----- | ----- |
| бег на 200 метров                  | Эсеоса Десалу      |                       |                       |                       | не проводится  | не проводится  | не проводится  |               |               |               |       |       |
| бег на 200 метров                  | Маттео Гальван     |                       |                       |                       | не проводится  | не проводится  | не проводится  |               |               |               |       |       |
| бег на 200 метров                  | Давиде Маненти     |                       |                       |                       | не проводится  | не проводится  | не проводится  |               |               |               |       |       |
| бег на 400 метров                  | Маттео Гальван     |                       |                       |                       | не проводится  | не проводится  | не проводится  |               |               |               |       |       |
| бег на 800 метров                  | Джордано Бенедетти |                       |                       |                       | не проводится  | не проводится  | не проводится  |               |               |               |       |       |
| бег на 3000 метров с препятствиями | Абдулла Бамусса    |                       |                       |                       | не проводится  | не проводится  | не проводится  | не проводится | не проводится | не проводится |       |       |
| бег на 3000 метров с препятствиями | Юри Флориани       |                       |                       |                       | не проводится  | не проводится  | не проводится  | не проводится | не проводится | не проводится |       |       |

Шоссейные дисциплины
| Дисциплина              | Спортсмен          | Время | Место | Отставание |
| ----------------------- | ------------------ | ----- | ----- | ---------- |
| марафон                 | Стефано Ла Роза    |       |       |            |
| марафон                 | Даниэле Меуччи     |       |       |            |
| марафон                 | Руджеро Пертиле    |       |       |            |
| ходьба на 20 километров | Маттео Джуппони    |       |       |            |
| ходьба на 50 километров | Маттео Джуппони    |       |       |            |
| ходьба на 50 километров | Марко Де Лука      |       |       |            |
| ходьба на 50 километров | Теодорико Капоразо |       |       |            |

Технические дисциплины
| Дисциплина      | Спортсмен       | Квалификация | Квалификация | Финал     | Финал |
| Дисциплина      | Спортсмен       | Результат    | Место        | Результат | Место |
| --------------- | --------------- | ------------ | ------------ | --------- | ----- |
| тройной прыжок  | Фабрицио Донато |              |              |           |       |
| прыжок в высоту | Сильвано Кезани |              |              |           |       |
| метание молота  | Марко Лингуа    |              |              |           |       |

Женщины
Беговые дисциплины
| Дисциплина                    | Спортсмен                                                                    | Предварительный раунд | Предварительный раунд | Предварительный раунд | Четвертьфиналы | Четвертьфиналы | Четвертьфиналы | Полуфиналы                                                                   | Полуфиналы                                                                   | Полуфиналы                                                                   | Финал | Финал |
| Дисциплина                    | Спортсмен                                                                    | Забег                 | Время                 | Место                 | Забег          | Время          | Место          | Забег                                                                        | Время                                                                        | Место                                                                        | Время | Место |
| ----------------------------- | ---------------------------------------------------------------------------- | --------------------- | --------------------- | --------------------- | -------------- | -------------- | -------------- | ---------------------------------------------------------------------------- | ---------------------------------------------------------------------------- | ---------------------------------------------------------------------------- | ----- | ----- |
| бег на 200 метров             | Глория Хупер                                                                 |                       |                       |                       |                |                |                |                                                                              |                                                                              |                                                                              |       |       |
| бег на 400 метров             | Либания Гренот                                                               |                       |                       |                       | не проводится  | не проводится  | не проводится  |                                                                              |                                                                              |                                                                              |       |       |
| бег на 400 метров             | Мария Бенедикта Чигболу                                                      |                       |                       |                       | не проводится  | не проводится  | не проводится  |                                                                              |                                                                              |                                                                              |       |       |
| бег на 800 метров             | Юснейси Сантиусти                                                            |                       |                       |                       | не проводится  | не проводится  | не проводится  |                                                                              |                                                                              |                                                                              |       |       |
| бег на 1500 метров            | Маргерита Маньяни                                                            |                       |                       |                       | не проводится  | не проводится  | не проводится  |                                                                              |                                                                              |                                                                              |       |       |
| бег на 10 000 метров          | Вероника Инглезе                                                             | не проводится         | не проводится         | не проводится         | не проводится  | не проводится  | не проводится  | не проводится                                                                | не проводится                                                                | не проводится                                                                |       |       |
| бег на 400 метров с барьерами | Ядислейди Педросо                                                            |                       |                       |                       | не проводится  | не проводится  | не проводится  |                                                                              |                                                                              |                                                                              |       |       |
| бег на 400 метров с барьерами | Айомиде Фолорунсо                                                            |                       |                       |                       | не проводится  | не проводится  | не проводится  |                                                                              |                                                                              |                                                                              |       |       |
| бег на 400 метров с барьерами | Марция Каравелли                                                             |                       |                       |                       | не проводится  | не проводится  | не проводится  |                                                                              |                                                                              |                                                                              |       |       |
| Эстафета                      | Предварительный раунд                                                        | Предварительный раунд | Предварительный раунд | Предварительный раунд | Полуфинал      | Полуфинал      | Полуфинал      | Финал                                                                        | Финал                                                                        | Финал                                                                        | Финал | Финал |
| Эстафета                      | Состав                                                                       | Забег                 | Время                 | Место                 | Забег          | Время          | Место          | Состав                                                                       | Состав                                                                       | Состав                                                                       | Время | Место |
| эстафета 4×400 метров         | Мария Бенедикта Чигболу Мария Энрика Спакка Айомиде Фолорунсо Либания Гренот |                       |                       |                       | не проводится  | не проводится  | не проводится  | Мария Бенедикта Чигболу Мария Энрика Спакка Айомиде Фолорунсо Либания Гренот | Мария Бенедикта Чигболу Мария Энрика Спакка Айомиде Фолорунсо Либания Гренот | Мария Бенедикта Чигболу Мария Энрика Спакка Айомиде Фолорунсо Либания Гренот |       |       |

Шоссейные дисциплины
| Дисциплина              | Спортсмен            | Время | Место | Отставание |
| ----------------------- | -------------------- | ----- | ----- | ---------- |
| марафон                 | Валерия Странео      |       |       |            |
| марафон                 | Катерина Бертоне     |       |       |            |
| марафон                 | Анна Инчерти         |       |       |            |
| ходьба на 20 километров | Элеонора Джорджи     |       |       |            |
| ходьба на 20 километров | Антонелла Пальмизано |       |       |            |
| ходьба на 20 километров | Элиза Ригаудо        |       |       |            |

Технические дисциплины
| Дисциплина      | Спортсмен     | Квалификация | Квалификация | Финал     | Финал |
| Дисциплина      | Спортсмен     | Результат    | Место        | Результат | Место |
| --------------- | ------------- | ------------ | ------------ | --------- | ----- |
| тройной прыжок  | Дарья Деркач  |              |              |           |       |
| прыжок в высоту | Алессия Трост |              |              |           |       |
| прыжок в высоту | Дезире Россит |              |              |           |       |
| прыжок с шестом | Соня Малавизи |              |              |           |       |

### Парусный спорт
Соревнования по парусному спорту в каждом из классов состояли из 10 или 12 гонок. Каждую гонку спортсмены начинали с общего старта. Победителем становился экипаж, первым пересекший финишную черту. Количество очков, идущих в общий зачёт, соответствовало занятому командой месту. 10 лучших экипажей по результатам предварительных заплывов попадали в медальную гонку, результаты которой также шли в общий зачёт. В медальной гонке, очки, полученные экипажем удваивались. В случае если участник соревнований не смог завершить гонку ему начислялось количество очков, равное количеству участников плюс один. При итоговом подсчёте очков не учитывался худший результат, показанный экипажем в одной из гонок. Сборная, набравшая наименьшее количество очков, становится олимпийским чемпионом.
Мужчины
| Класс | Спортсмены                    | Гонка | Гонка | Гонка | Гонка | Гонка | Гонка | Гонка | Гонка | Гонка | Гонка | Гонка         | Гонка         | Гонка | Очки | Место |
| Класс | Спортсмены                    | 1     | 2     | 3     | 4     | 5     | 6     | 7     | 8     | 9     | 10    | 11            | 12            | M     | Очки | Место |
| ----- | ----------------------------- | ----- | ----- | ----- | ----- | ----- | ----- | ----- | ----- | ----- | ----- | ------------- | ------------- | ----- | ---- | ----- |
| RS:X  | Маттео Камбони                |       |       |       |       |       |       |       |       |       |       | не проводится | не проводится |       |      |       |
| Лазер | Франческо Марраи              |       |       |       |       |       |       |       |       |       |       | не проводится | не проводится |       |      |       |
| Финн  | Джорджио Поджи                |       |       |       |       |       |       |       |       |       |       | не проводится | не проводится |       |      |       |
| 49-й  | Руджеро Тита Пьетро Дзуччетти |       |       |       |       |       |       |       |       |       |       |               |               |       |      |       |

Женщины
| Класс        | Спортсменки                    | Гонка | Гонка | Гонка | Гонка | Гонка | Гонка | Гонка | Гонка | Гонка | Гонка | Гонка         | Гонка         | Гонка          | Очки | Место |
| Класс        | Спортсменки                    | 1     | 2     | 3     | 4     | 5     | 6     | 7     | 8     | 9     | 10    | 11            | 12            | M              | Очки | Место |
| ------------ | ------------------------------ | ----- | ----- | ----- | ----- | ----- | ----- | ----- | ----- | ----- | ----- | ------------- | ------------- | -------------- | ---- | ----- |
| RS:X         | Флавия Тартальини              |       |       |       |       |       |       |       |       |       |       | не проводится | не проводится |                |      |       |
| 470          | Элена Берта Алиса Зинно        | 13    | 19    | 16    | 14    | 8     | 15    | 16    | 19    | 15    | 20    | не проводится | не проводится | не участвовали | 135  | 19    |
| Лазер Радиал | Сильвия Дзеннаро               | 10    | 24    | 23    | 18    | 15    | 21    | 15    | 16    | 28    | 17    | не проводится | не проводится | не участвовала | 159  | 22    |
| 49-й FX      | Джулия Конти Франческа Клапчич |       |       |       |       |       |       |       |       |       |       |               |               |                |      |       |

Открытый класс
Соревнования в олимпийском классе катамаранов Накра 17 дебютируют в программе летних Олимпийских игр. Каждый экипаж представлен смешанным дуэтом яхтсменов.
| Класс    | Спортсмены                      | Гонка | Гонка | Гонка | Гонка | Гонка | Гонка | Гонка | Гонка | Гонка | Гонка | Гонка | Очки | Место |
| Класс    | Спортсмены                      | 1     | 2     | 3     | 4     | 5     | 6     | 7     | 8     | 9     | 10    | M     | Очки | Место |
| -------- | ------------------------------- | ----- | ----- | ----- | ----- | ----- | ----- | ----- | ----- | ----- | ----- | ----- | ---- | ----- |
| Накра 17 | Витторио Биссаро Сильвия Сикури |       |       |       |       |       |       |       |       |       |       |       |      |       |

### Современное пятиборье
Современное пятиборье включает в себя: стрельбу, плавание, фехтование, верховую езду и бег. Как и на предыдущих Играх бег и стрельба были объединены в один вид — комбайн. В комбайне спортсмены стартовали с гандикапом, набранным за предыдущие три дисциплины (4 очка = 1 секунда). Олимпийским чемпионом становится спортсмен, который пересекает финишную линию первым.
Мужчины
| Соревнование      | Спортсмены        | Фехтование | Фехтование | Фехтование | Плавание | Плавание | Плавание | Верховая езда | Верховая езда | Верховая езда | Комбайн | Комбайн | Комбайн | Всего     | Всего |
| Соревнование      | Спортсмены        | Побед      | Очки       | Место      | Время    | Очки     | Место    | Штраф         | Очки          | Место         | Время   | Очки    | Место   | Результат | Место |
| ----------------- | ----------------- | ---------- | ---------- | ---------- | -------- | -------- | -------- | ------------- | ------------- | ------------- | ------- | ------- | ------- | --------- | ----- |
| личное первенство | Риккардо Де Лука  |            |            |            |          |          |          |               |               |               |         |         |         |           |       |
| личное первенство | Пьерпаоло Петрони |            |            |            |          |          |          |               |               |               |         |         |         |           |       |

Женщины
| Соревнование      | Спортсмены       | Фехтование | Фехтование | Фехтование | Плавание | Плавание | Плавание | Верховая езда | Верховая езда | Верховая езда | Комбайн | Комбайн | Комбайн | Всего     | Всего |
| Соревнование      | Спортсмены       | Побед      | Очки       | Место      | Время    | Очки     | Место    | Штраф         | Очки          | Место         | Время   | Очки    | Место   | Результат | Место |
| ----------------- | ---------------- | ---------- | ---------- | ---------- | -------- | -------- | -------- | ------------- | ------------- | ------------- | ------- | ------- | ------- | --------- | ----- |
| личное первенство | Алисе Сотеро     |            |            |            |          |          |          |               |               |               |         |         |         |           |       |
| личное первенство | Клаудия Чезарини |            |            |            |          |          |          |               |               |               |         |         |         |           |       |

### Стрельба
В январе 2013 года Международная федерация спортивной стрельбы приняла новые правила проведения соревнований на 2013—2016 года, которые, в частности, изменили порядок проведения финалов. Во многих дисциплинах спортсмены, прошедшие в финал, теперь начинают решающий раунд без очков, набранных в квалификации, а финал проходит по системе с выбыванием. Также в финалах после каждого раунда стрельбы из дальнейшей борьбы выбывает спортсмен с наименьшим количеством баллов. В скоростном пистолете решающие поединки проходят по системе попал-промах. В стендовой стрельбе добавился полуфинальный раунд, где определяются по два участника финального матча и поединка за третье место.
Мужчины
| Соревнование                          | Спортсмены        | Квалификация | Квалификация | Полуфинал            | Полуфинал            | Финал                     | Финал                |
| Соревнование                          | Спортсмены        | Результат    | Место        | Результат            | Место                | Соперник/ Результат       | Место                |
| ------------------------------------- | ----------------- | ------------ | ------------ | -------------------- | -------------------- | ------------------------- | -------------------- |
| пневматическая винтовка, 10 метров    | Никколо Камприани | 630,2        | 1 Q          | не проводится        | не проводится        | 206,1                     | 1                    |
| пневматическая винтовка, 10 метров    | Марко Де Николо   | 620,5        | 30           | не проводится        | не проводится        | завершил выступление      | завершил выступление |
| винтовка лёжа, 50 метров              | Марко Де Николо   |              |              | не проводится        | не проводится        |                           |                      |
| винтовка лёжа, 50 метров              | Никколо Камприани |              |              | не проводится        | не проводится        |                           |                      |
| винтовка из трёх положений, 50 метров | Марко Де Николо   |              |              | не проводится        | не проводится        |                           |                      |
| винтовка из трёх положений, 50 метров | Никколо Камприани |              |              | не проводится        | не проводится        |                           |                      |
| пневматический пистолет, 10 метров    | Джузеппе Джордано | 580          | 5 Q          | не проводится        | не проводится        | 118,4                     | 6                    |
| скорострельный пистолет, 25 метров    | Рикардо Мадзетти  |              |              | не проводится        | не проводится        |                           |                      |
| пистолет, 50 метров                   | Джузеппе Джордано | 547          | 26           | не проводится        | не проводится        | завершил выступление      | завершил выступление |
| трап                                  | Джованни Пелльело | 122          | 1 Q          | 14                   | 2 Q                  | CROЙ. Гласнович П 133:134 | 2                    |
| трап                                  | Массимо Фаббрици  | 118          | 6 Q          | 11                   | 6                    | завершил выступление      | завершил выступление |
| дубль-трап                            | Марко Инноченти   | 136          | 5 Q          | 27                   | 2 Q                  | IOAФ. Ад-Дихани П 24:26   | 2                    |
| дубль-трап                            | Антонинно Барилья | 125          | 16           | завершил выступление | завершил выступление | завершил выступление      | завершил выступление |
| скит                                  | Луиджи Лодде      |              |              |                      |                      |                           |                      |
| скит                                  | Габриэле Россетти |              |              |                      |                      |                           |                      |

Женщины
| Соревнование                          | Спортсмены      | Квалификация | Квалификация | Полуфинал     | Полуфинал     | Финал                 | Финал                 |
| Соревнование                          | Спортсмены      | Результат    | Место        | Результат     | Место         | Соперник/ Результат   | Место                 |
| ------------------------------------- | --------------- | ------------ | ------------ | ------------- | ------------- | --------------------- | --------------------- |
| пневматическая винтовка, 10 метров    | Петра Цублазинг | 411,6        | 33           | не проводится | не проводится | завершила выступление | завершила выступление |
| винтовка из трёх положений, 50 метров | Петра Цублазинг |              |              | не проводится | не проводится |                       |                       |
| трап                                  | Джессика Росси  | 69           | 2 Q          | 10            | 6             | завершила выступление | завершила выступление |
| скит                                  | Диана Бакози    |              |              |               |               |                       |                       |
| скит                                  | Кьяра Кайнеро   |              |              |               |               |                       |                       |

### Стрельба из лука
В квалификации соревнований лучники выполняют 12 серий выстрелов по 6 стрел с расстояния 70-ти метров. По итогам предварительного раунда составляется сетка плей-офф, где в 1/32 финала 1-й номер посева встречается с 64-м, 2-й с 63-м и т. д. В поединках на выбывание спортсмены выполняют по три выстрела. Участник, набравший за эту серию больше очков получает 2 очка. Если же оба лучника набрали одинаковое количество баллов, то они получают по одному очку. Победителем пары становится лучник, первым набравший 6 очков.
Мужчины
| Соревнование              | Спортсмены                                     | Квалификация | Квалификация | 1/32 финала                 | 1/16 финала                | 1/8 финала           | Четвертьфинал        | Полуфинал             | Финал                 | Место |
| Соревнование              | Спортсмены                                     | Результат    | Место        | Соперник Результат          | Соперник Результат         | Соперник Результат   | Соперник Результат   | Соперник Результат    | Соперник Результат    | Место |
| ------------------------- | ---------------------------------------------- | ------------ | ------------ | --------------------------- | -------------------------- | -------------------- | -------------------- | --------------------- | --------------------- | ----- |
| индивидуальное первенство | Мауро Несполи                                  | 671          | 16           | INAМ. Виджая (49) В 7:3     | KAZС. Дузелбаев (48) В 6:0 |                      |                      |                       |                       |       |
| индивидуальное первенство | Давид Паскуалуччи                              | 685          | 3            | MAWА. Давид (62) В 6:0      | ESPА. Фернандес (35) П 2:6 | завершил выступление | завершил выступление | завершил выступление  | завершил выступление  | 17    |
| индивидуальное первенство | Марко Гальяццо                                 | 651          | 47           | CANК. Дуэньяс (35) П 59:610 | завершил выступление       | завершил выступление | завершил выступление | завершил выступление  | завершил выступление  | 33    |
| командное первенство      | Марко Гальяццо Мауро Несполи Давид Паскуалуччи | 2007         | 3            | не проводится               | не проводится              | не участвовали       | Китай (6) · П 0:6    | завершили выступление | завершили выступление | 8     |

Женщины
В квалификации командного турнира итальянки показали 6-й результат, из-за чего им пришлось стартовать с первого раунда. В плей-офф итальянские лучницы уверенно победили сборные Бразилии (6:0) и Китая (5:3), но затем в полуфинале уступили российским спортсменкам 3:5. В поединке за третье место Лучилла Боари, Гвендалина Сартори и Клаудия Мандия уступили тайваньским лучницам 3:5 и заняли обидное четвёртое место.
| Соревнование              | Спортсмены                                      | Квалификация | Квалификация | 1/32 финала             | 1/16 финала             | 1/8 финала            | Четвертьфинал         | Полуфинал             | Финал                 | Место |
| Соревнование              | Спортсмены                                      | Результат    | Место        | Соперник Результат      | Соперник Результат      | Соперник Результат    | Соперник Результат    | Соперник Результат    | Соперник Результат    | Место |
| ------------------------- | ----------------------------------------------- | ------------ | ------------ | ----------------------- | ----------------------- | --------------------- | --------------------- | --------------------- | --------------------- | ----- |
| индивидуальное первенство | Гвендалина Сартори                              | 648          | 13           | COLК. Агирре (52) В 6:0 | INDД. Кумари (20) П 2:6 | завершила выступление | завершила выступление | завершила выступление | завершила выступление | 17    |
| индивидуальное первенство | Лучилла Боари                                   | 651          | 7            | AUSЭ. Ингли (58) П 1:7  | завершила выступление   | завершила выступление | завершила выступление | завершила выступление | завершила выступление | 33    |
| индивидуальное первенство | Клаудия Мандия                                  | 612          | 46           | USAМ. Браун (19) П 4:6  | завершила выступление   | завершила выступление | завершила выступление | завершила выступление | завершила выступление | 33    |
| командное первенство      | Лучилла Боари Клаудия Мандия Гвендалина Сартори | 1911         | 6            | Не проводится           | Не проводится           | Бразилия (11) · В 6:0 | Китай (3) · В 5:3     | Россия (2) · П 3:5    | За 3-е место          | 4     |
| командное первенство      | Лучилла Боари Клаудия Мандия Гвендалина Сартори | 1911         | 6            | Не проводится           | Не проводится           | Бразилия (11) · В 6:0 | Китай (3) · В 5:3     | Россия (2) · П 3:5    | Тайвань (4) · П 3:5   | 4     |

### Теннис
Соревнования пройдут на кортах олимпийского теннисного центра. Теннисные матчи будут проходить на кортах с твёрдым покрытием DecoTurf, на которых также проходит и Открытый чемпионат США.
Мужчины
| Соревнование     | Спортсмены                  | 1/32 финала                            | 1/16 финала                             | 1/8 финала                             | Четвертьфинал                             | Полуфинал             | Финал                 | Место                 |
| Соревнование     | Спортсмены                  | Соперник Результат                     | Соперник Результат                      | Соперник Результат                     | Соперник Результат                        | Соперник Результат    | Соперник Результат    | Место                 |
| ---------------- | --------------------------- | -------------------------------------- | --------------------------------------- | -------------------------------------- | ----------------------------------------- | --------------------- | --------------------- | --------------------- |
| одиночный разряд | Фабио Фоньини               | DOMВ. Эстрелья Бургос В 2:6, 7:64, 6:0 | FRAБ. Пер (16) В 4:6, 6:4, 7:65         |                                        |                                           |                       |                       |                       |
| одиночный разряд | Андреас Сеппи               | UKRИ. Марченко В 6:3, 3:6, 7:66        | ESPР. Надаль (3) П 3:6, 3:6             | завершил выступление                   | завершил выступление                      | завершил выступление  | завершил выступление  | завершил выступление  |
| одиночный разряд | Паоло Лоренци               | TPEЛу Яньсюнь В 3:6, 6:3, 6:4          | ESPР. Баутиста Агут (10) П 62:7, 2:6    | завершил выступление                   | завершил выступление                      | завершил выступление  | завершил выступление  | завершил выступление  |
| одиночный разряд | Томас Фаббиано              | BRAР. Дутра да Силва П 64:7, 1:6       | завершил выступление                    | завершил выступление                   | завершил выступление                      | завершил выступление  | завершил выступление  | завершил выступление  |
| парный разряд    | Фабио Фоньини Андреас Сеппи | не проводится                          | UKRИ. Марченко / Д. Молчанов В 6:4, 6:3 | BRAТ. Беллуччи / А. Са В 5:7, 7:5, 6:3 | CANД. Нестор / В. Поспишил (7) П 3:6, 1:6 | завершили выступление | завершили выступление | завершили выступление |

Женщины
| Соревнование     | Спортсмены                    | 1/32 финала                     | 1/16 финала                         | 1/8 финала                        | Четвертьфинал         | Полуфинал             | Финал                 | Место                 |
| Соревнование     | Спортсмены                    | Соперник Результат              | Соперник Результат                  | Соперник Результат                | Соперник Результат    | Соперник Результат    | Соперник Результат    | Место                 |
| ---------------- | ----------------------------- | ------------------------------- | ----------------------------------- | --------------------------------- | --------------------- | --------------------- | --------------------- | --------------------- |
| одиночный разряд | Сара Эррани                   | NEDК. Бертенс В 2:6, 6:4, 6:3   | CZEБ. Стрыцова (16) В 6:2, 6:2      | RUSД. Касаткина П 5:7, 2:6        | завершила выступление | завершила выступление | завершила выступление | завершила выступление |
| одиночный разряд | Роберта Винчи (6)             | SVKА.К. Шмидлова П 5:7, 4:6     | завершила выступление               | завершила выступление             | завершила выступление | завершила выступление | завершила выступление | завершила выступление |
| одиночный разряд | Карин Кнапп                   | CZEЛ. Шафаржова П 6:4, 1:6, 1:6 | завершила выступление               | завершила выступление             | завершила выступление | завершила выступление | завершила выступление | завершила выступление |
| парный разряд    | Роберта Винчи Сара Эррани (8) | не проводится                   | GERА. Кербер А. Петкович В 6:2, 6:2 | CHNСюй Ифань Чжэн Сайса В 6:2,6:3 |                       |                       |                       |                       |

### Триатлон
Соревнования по триатлону пройдут на территории форта Копакабана. Дистанция состоит из 3-х этапов — плавание (1,5 км), велоспорт (43 км), бег (10 км).
Мужчины
| Соревнование              | Спортсмены | Плавание | Смена | Велоспорт | Смена | Бег | Итоговое время | Место | Отставание |
| ------------------------- | ---------- | -------- | ----- | --------- | ----- | --- | -------------- | ----- | ---------- |
| индивидуальное первенство |            |          |       |           |       |     |                |       |            |
|                           |            |          |       |           |       |     |                |       |            |

Женщины
| Соревнование              | Спортсмены | Плавание | Смена | Велоспорт | Смена | Бег | Итоговое время | Место | Отставание |
| ------------------------- | ---------- | -------- | ----- | --------- | ----- | --- | -------------- | ----- | ---------- |
| индивидуальное первенство |            |          |       |           |       |     |                |       |            |
|                           |            |          |       |           |       |     |                |       |            |

### Тяжёлая атлетика
Каждый НОК самостоятельно выбирал категорию в которой выступит её тяжелоатлет. В рамках соревнований проводились два упражнения — рывок и толчок. В каждом из упражнений спортсмену давалось 3 попытки. Победитель определялся по сумме двух упражнений. При равенстве результатов победа присуждалась спортсмену, с меньшим собственным весом.
По результатам двух последних чемпионатов мира сборная Италии в сводной квалификационной таблице показала 33-й результат у мужчин и 23-й у женщин, что не позволяло получить ни одной олимпийской лицензии. Единственные путёвки итальянские тяжелоатлеты завоевали по результатам чемпионата Европы в норвежском Фёрде.
4 июля 2016 года было объявлено, что в состав сборной для участия в Олимпийских играх вошли Мирко Скарантино и Джорджия Бординьон, при этом Джорджие удалось выиграть конкуренцию за место в составе у титулованной Дженни Пальяро.
Мужчины
| Категория | Спортсмены       | Вес   | Рывок | Рывок | Рывок | Толчок | Толчок | Толчок | Всего | Место |
| Категория | Спортсмены       | Вес   | 1     | 2     | 3     | 1      | 2      | 3      | Всего | Место |
| --------- | ---------------- | ----- | ----- | ----- | ----- | ------ | ------ | ------ | ----- | ----- |
| до 56 кг  | Мирко Скарантино | 55,91 | 115   | 115   | 120   | 143    | 146    | 149    | 264   | 7     |

Женщины
По ходу соревнований Джорджия Бординьон не смогла составить конкуренцию лидерам в весовой категории до 63 кг, однако подняв по сумме упражнений 217 кг, итальянская спортсменка заняла высокое 6-е место.
| Категория | Спортсмены         | Вес   | Рывок | Рывок | Рывок | Толчок | Толчок | Толчок | Всего | Место |
| Категория | Спортсмены         | Вес   | 1     | 2     | 3     | 1      | 2      | 3      | Всего | Место |
| --------- | ------------------ | ----- | ----- | ----- | ----- | ------ | ------ | ------ | ----- | ----- |
| до 63 кг  | Джорджия Бординьон | 62,75 | 94    | 98    | 98    | 115    | 119    | 123    | 217   | 6     |

### Фехтование
В индивидуальных соревнованиях спортсмены сражаются три раунда по три минуты, либо до того момента, как один из спортсменов нанесёт 15 уколов. В командных соревнованиях поединок идёт 9 раундов по 3 минуты каждый, либо до 45 уколов. Если по окончании времени в поединке зафиксирован ничейный результат, то назначается дополнительная минута до «золотого» укола.
Мужчины
| Соревнование          | Спортсмены                                   | 1/32 финала        | 1/16 финала                  | 1/8 финала                     | Четвертьфинал               | Полуфинал               | Финал                       | Место |
| Соревнование          | Спортсмены                                   | Соперник Результат | Соперник Результат           | Соперник Результат             | Соперник Результат          | Соперник Результат      | Соперник Результат          | Место |
| --------------------- | -------------------------------------------- | ------------------ | ---------------------------- | ------------------------------ | --------------------------- | ----------------------- | --------------------------- | ----- |
| индивидуальная шпага  | Энрико Гароццо (2)                           | не участвовал      | KORЧон Джин Сон (31) В 15:11 | KORПак Сан Ён (18) П 12:15     | завершил выступление        | завершил выступление    | завершил выступление        | 9     |
| индивидуальная шпага  | Паоло Пиццо (23)                             | не участвовал      | SUIМ. Хайнцер (10) П 11:15   | завершил выступление           | завершил выступление        | завершил выступление    | завершил выступление        | 25    |
| индивидуальная шпага  | Марко Фикера (24)                            | не участвовал      | JPNК. Минобэ (9) П 13:15     | завершил выступление           | завершил выступление        | завершил выступление    | завершил выступление        | 26    |
| командная шпага       | Энрико Гароццо Паоло Пиццо Марко Фикера      | не проводится      | не проводится                |                                |                             |                         |                             |       |
| индивидуальная рапира | Даниэле Гароццо (9)                          | не участвовал      | EGYТ. Айяд (24) В 15:8       | EGYА. Абуэлькассем (8) В 15:13 | BRAГ. Тольдо (33) В 15:8    | RUSТ. Сафин (12) В 15:8 | USAА. Массиалас (2) В 15:11 | 1     |
| индивидуальная рапира | Джорджо Авола (7)                            | не участвовал      | MEXД. Гомес (26) В 15:5      | GERП. Йоппих (10) В 15:13      | USAА. Массиалас (2) П 14:15 | завершил выступление    | завершил выступление        | 6     |
| индивидуальная рапира | Андреа Кассара (22)                          | не участвовал      | FRAЖ. Кадо (11) В 15:14      | GBRР. Круз (6) П 12:15         | завершил выступление        | завершил выступление    | завершил выступление        | 16    |
| командная рапира      | Джорджо Авола Андреа Кассара Даниэле Гароццо | не проводится      | не проводится                | не проводится                  |                             | Франция · П 30:45       | За 3-е место                |       |
| командная рапира      | Джорджо Авола Андреа Кассара Даниэле Гароццо | не проводится      | не проводится                | не проводится                  | США · :                     | Франция · П 30:45       |                             |       |
| индивидуальная сабля  | Альдо Монтано (9)                            | не проводится      | TUNФ. Фержани (24) В 15:11   | RUSН. Ковалёв (8) П 13:15      | завершил выступление        | завершил выступление    | завершил выступление        | 11    |
| индивидуальная сабля  | Диего Оккьюцци (11)                          | не проводится      | VIEВу Тхань Ан (22) П 12:15  | завершил выступление           | завершил выступление        | завершил выступление    | завершил выступление        | 18    |

Женщины
| Соревнование          | Спортсмены                                    | 1/32 финала        | 1/16 финала                 | 1/8 финала                    | Четвертьфинал               | Полуфинал                 | Финал                   | Место |
| Соревнование          | Спортсмены                                    | Соперник Результат | Соперник Результат          | Соперник Результат            | Соперник Результат          | Соперник Результат        | Соперник Результат      | Место |
| --------------------- | --------------------------------------------- | ------------------ | --------------------------- | ----------------------------- | --------------------------- | ------------------------- | ----------------------- | ----- |
| индивидуальная шпага  | Росселла Фьяминго (4)                         | не участвовала     | CANЛ. Маккиннон (36) В 15:8 | HKGВ. Кун (13) В 15:11        | KORЧхве Ин Джон (21) В 15:8 | CHNСунь Ивэнь (8) В 12:11 | HUNЭ. Сас (6) П 13:15   | 2     |
| индивидуальная рапира | Элиза Ди Франчиска (5)                        | не участвовала     | HKGЛинь Похён (28) В 15:8   | POLХ. Личбиньская (21) В 15:6 | CHNЛю Юнши (20) В 15:10     | TUNИ. Бубакри (8) В 12:9  | RUSИ. Дериглазова (2) : |       |
| индивидуальная рапира | Арианна Эрриго (1)                            | не участвовала     | VIEДо Тхи Ань (32) В 15:9   | CANЭ. Харви (16) П 11:15      | завершила выступление       | завершила выступление     | завершила выступление   | 9     |
| индивидуальная сабля  | Лоретта Гулотта (23)                          | не участвовала     | POLА. Соха (10) В 15:10     | KORКим Джи Ён (7) В 15:13     | UKRО. Харлан (2) П 4:15     | завершила выступление     | завершила выступление   | 8     |
| индивидуальная сабля  | Росселла Грегорио (15)                        | не участвовала     | UKRА. Комащук (18) П 14:15  | завершила выступление         | завершила выступление       | завершила выступление     | завершила выступление   | 21    |
| индивидуальная сабля  | Ирене Векки (16)                              | не участвовала     | FRAШ. Лембах (17) П 11:15   | завершила выступление         | завершила выступление       | завершила выступление     | завершила выступление   | 22    |
| командная сабля       | Ирене Векки Росселла Грегорио Лоретта Гулотта | не проводится      | не проводится               | не проводится                 |                             |                           |                         |       |